# Biserica reformată din Gheorghe Doja

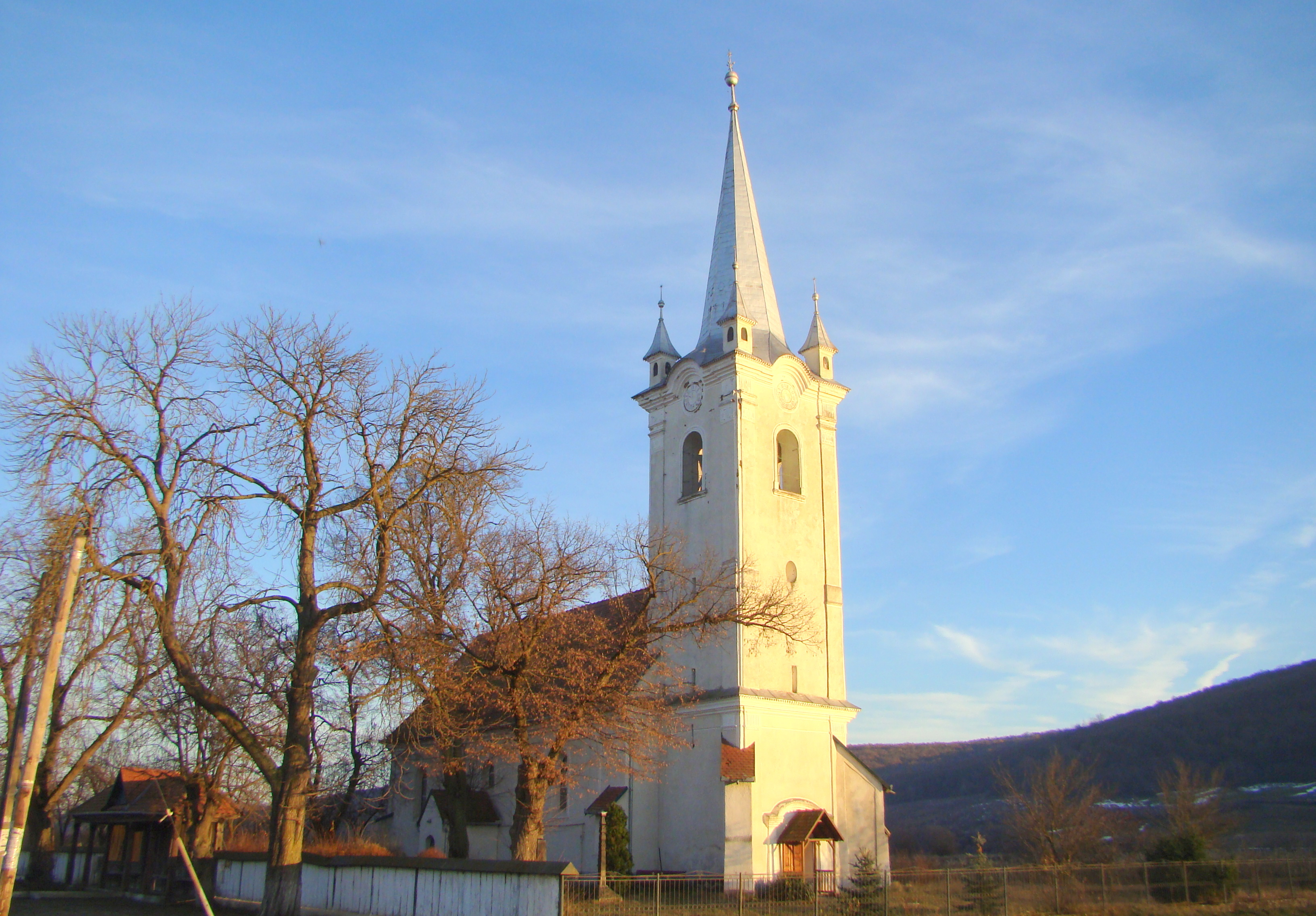
Biserica reformată din Gheorghe Doja (noiembrie 2016)

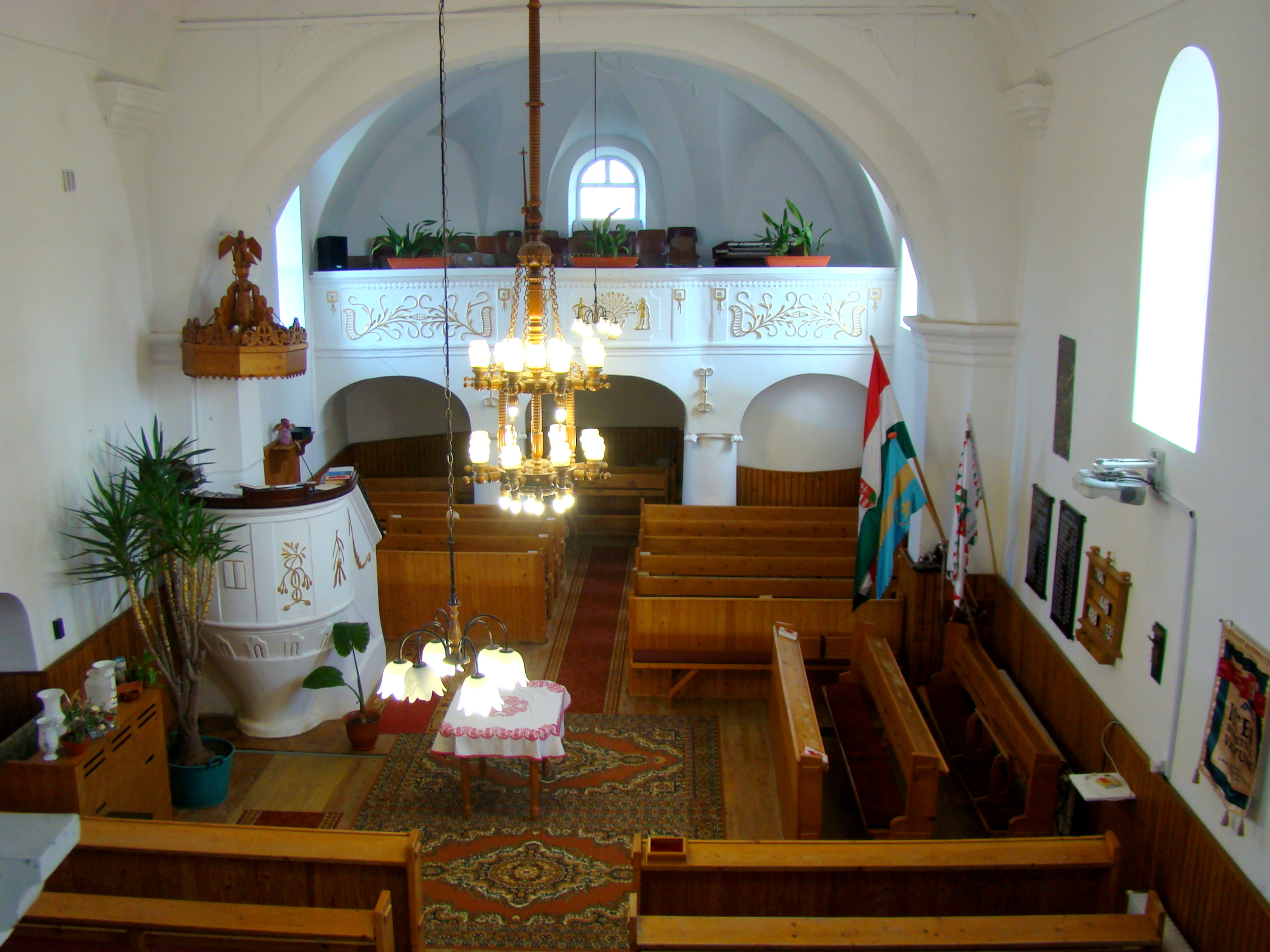
Nava spre empora de est

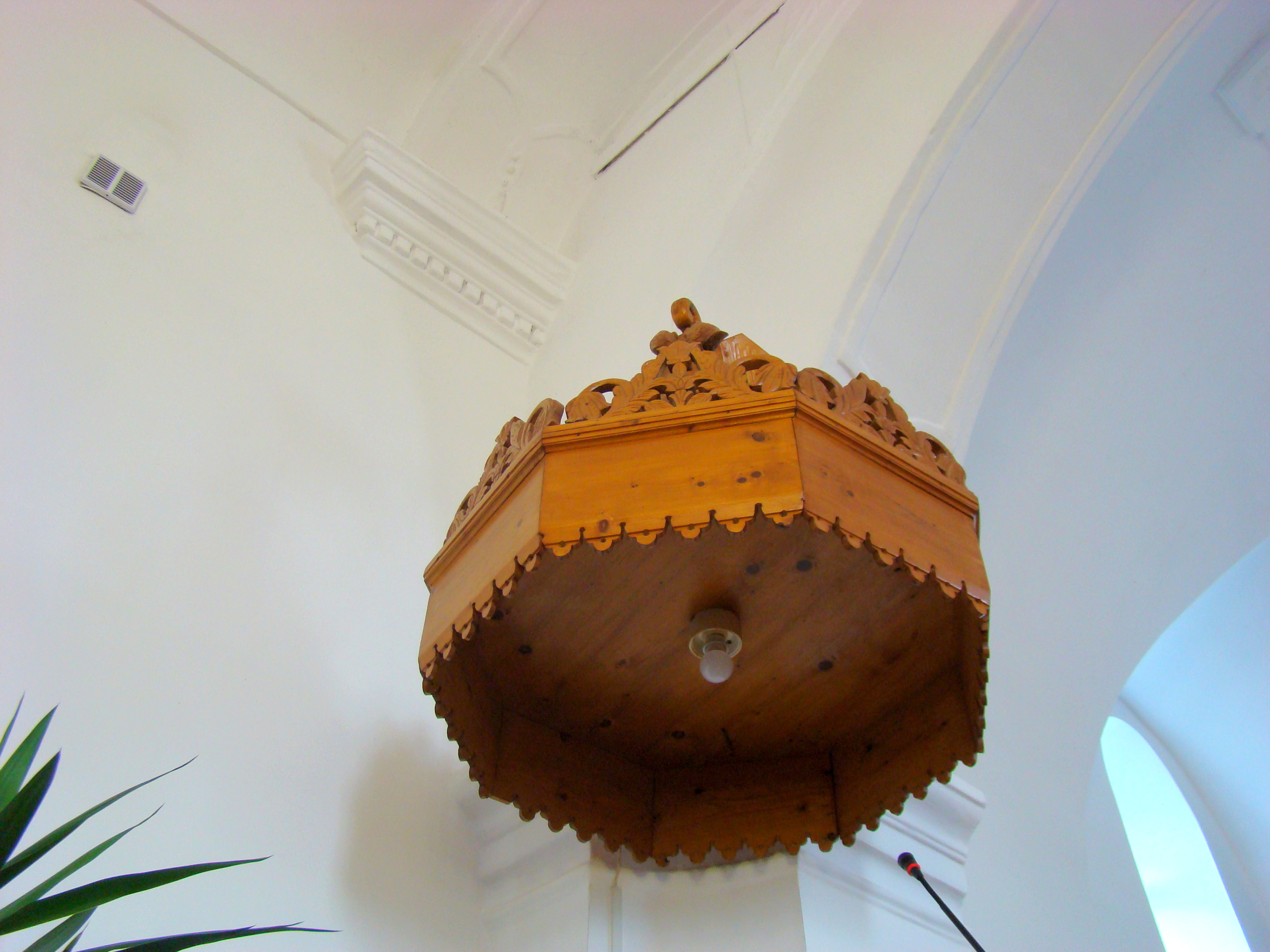
Coronamentul amvonului

Biserica reformată din Gheorghe Doja este un lăcaș de cult aflat pe teritoriul satului Gheorghe Doja, comuna Gheorghe Doja, județul Mureș. Datează din secolul al XVIII-lea.

## Localitatea
Gheorghe Doja (în maghiară Lukafalva sau Dózsa György) este satul de reședință al comunei cu același nume din județul Mureș, Transilvania, România. A fost menționat pentru prima oară în anul 1409, cu denumirea lucaffalwa.

## Biserica
Credincioșii catolici din perioada medievală au devenit în majoritate reformați în timpul Reformei. În 1623 a existat o capelă sau o biserică în Lukafalvá (Gheorghe Doja), deoarece la acea vreme un anume Péter Gyöngyösi din Ilieni a devenit iobag al bisericii, iar în 1628 la fel și István Nagy. Inițial ambele sate erau filii ce aparțineau de Nicolești.
Pe la 1750, în locul capelei a fost construită o biserică de piatră, la o distanță egală de cele două sate, Gheorghe Doja și Ilieni. Ulterior, în 1780, a fost extinsă și s-a construit un turn în locul clopotniței de lemn. Își datorează aspectul actual lucrărilor din 1820.
Biserica a fost reparată până la nivel de fundație, dotată cu un sistem de încălzire, iar orga a fost restaurată. Lucrări de o asemenea anvergură nu s-au mai făcut din anii 1820-22, când biserica a căpătat forma sa actuală. Lucrările, terminate în anul 2019, s-au făcut cu sprijinul financiar al guvernului maghiar. La serviciul religios care a marcat încheierea lucrărilor a participat și episcopul Béla Kató.

## Vezi și
- Gheorghe Doja, Mureș

## Imagini din exterior

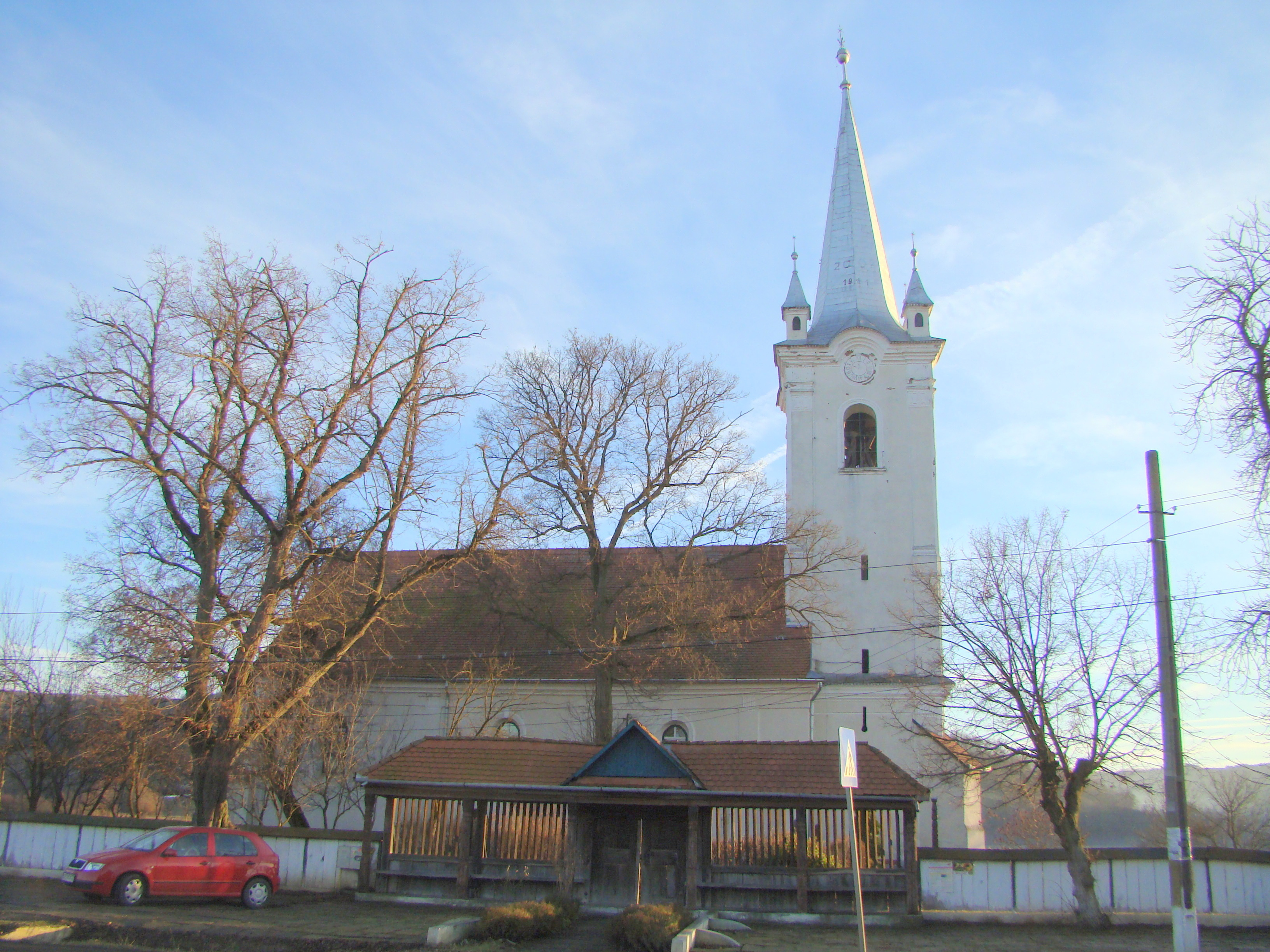
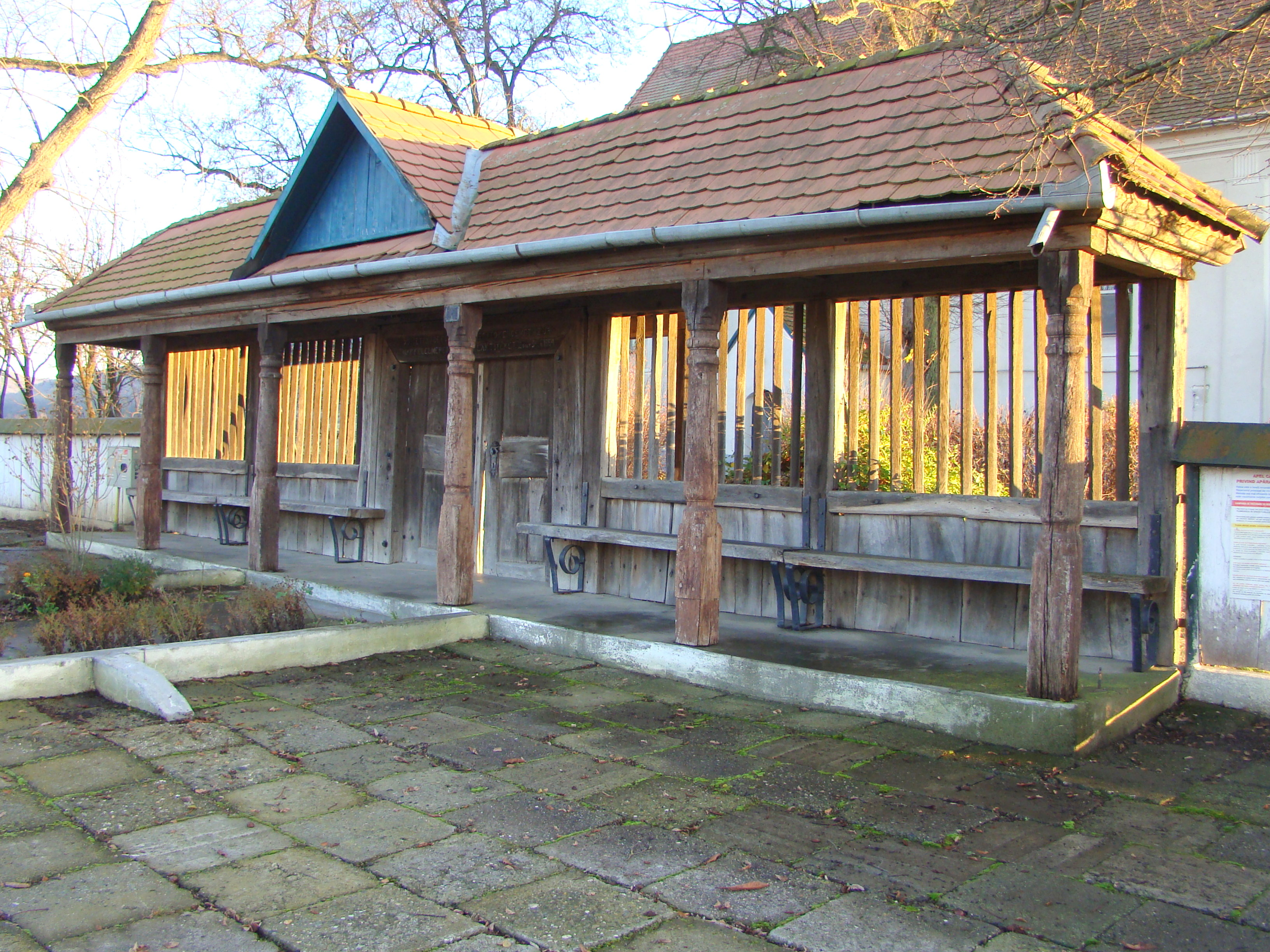
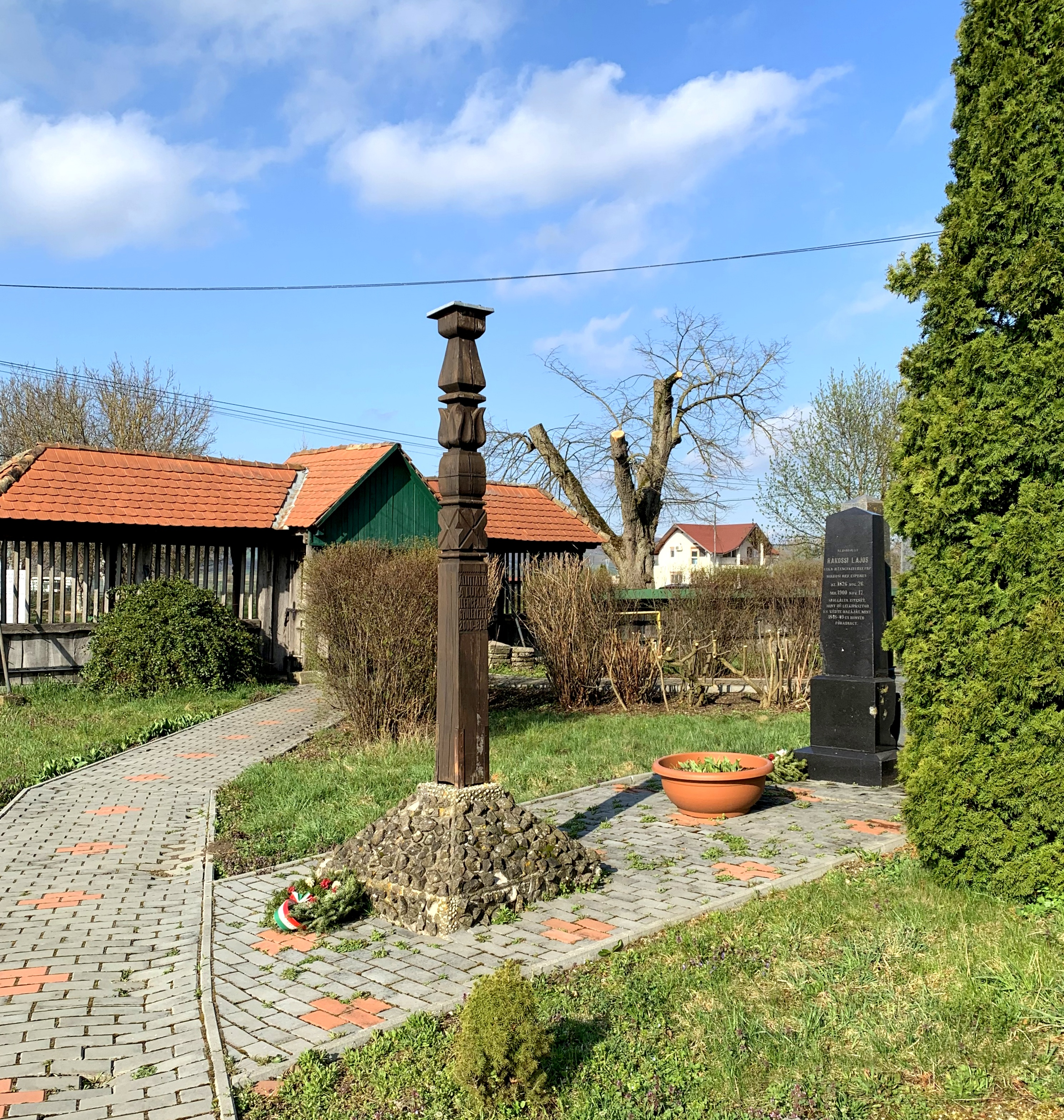
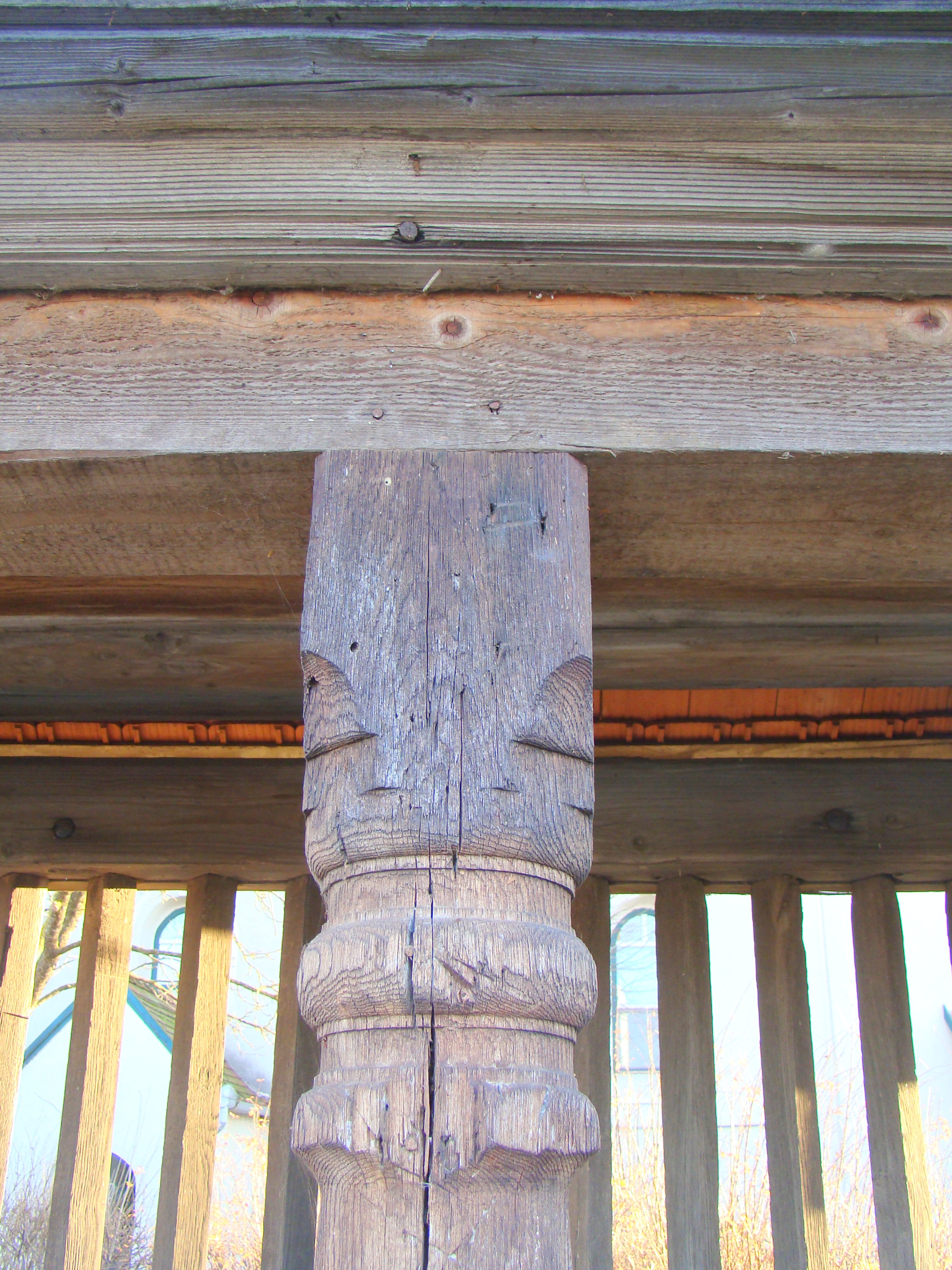
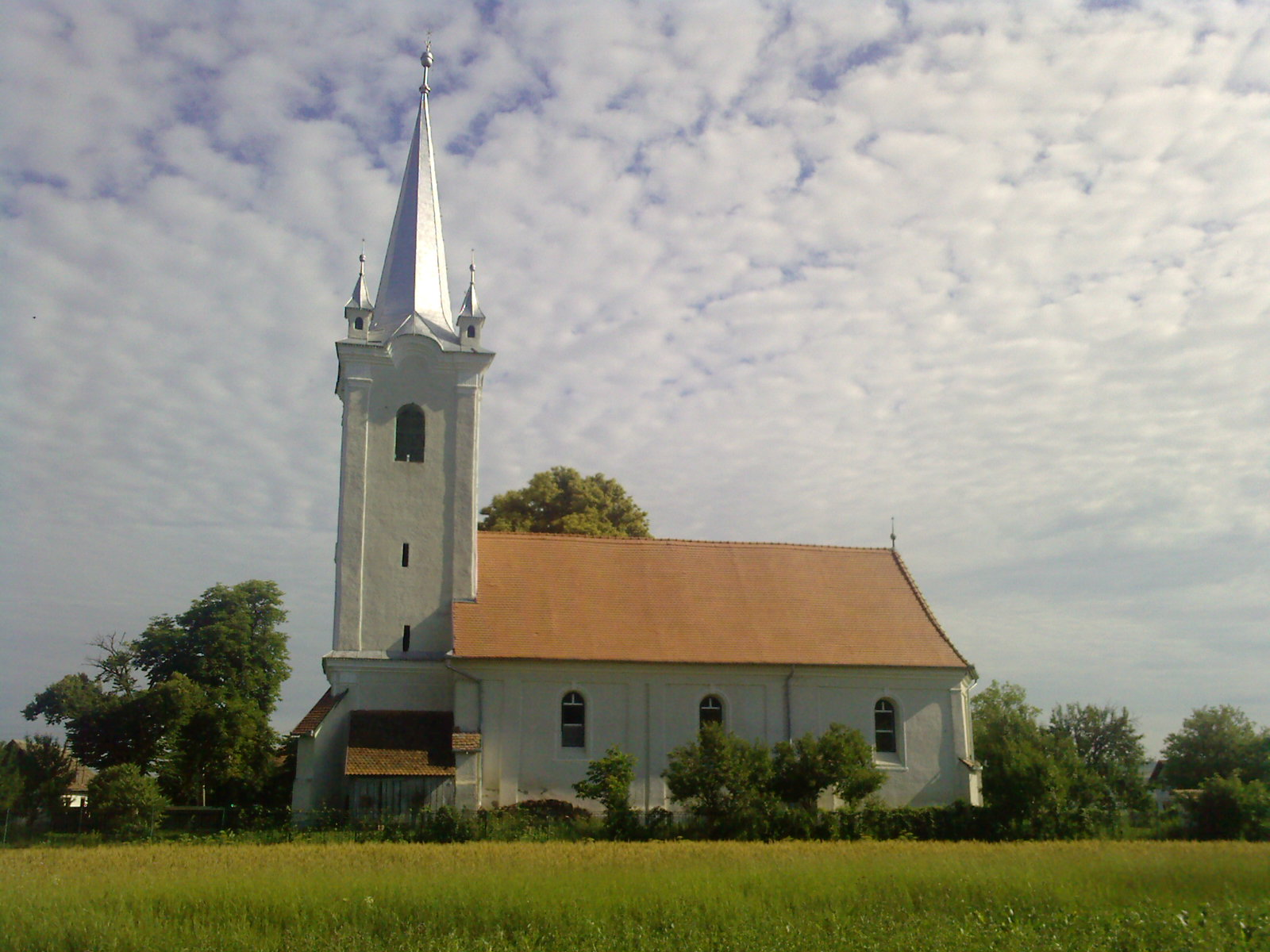
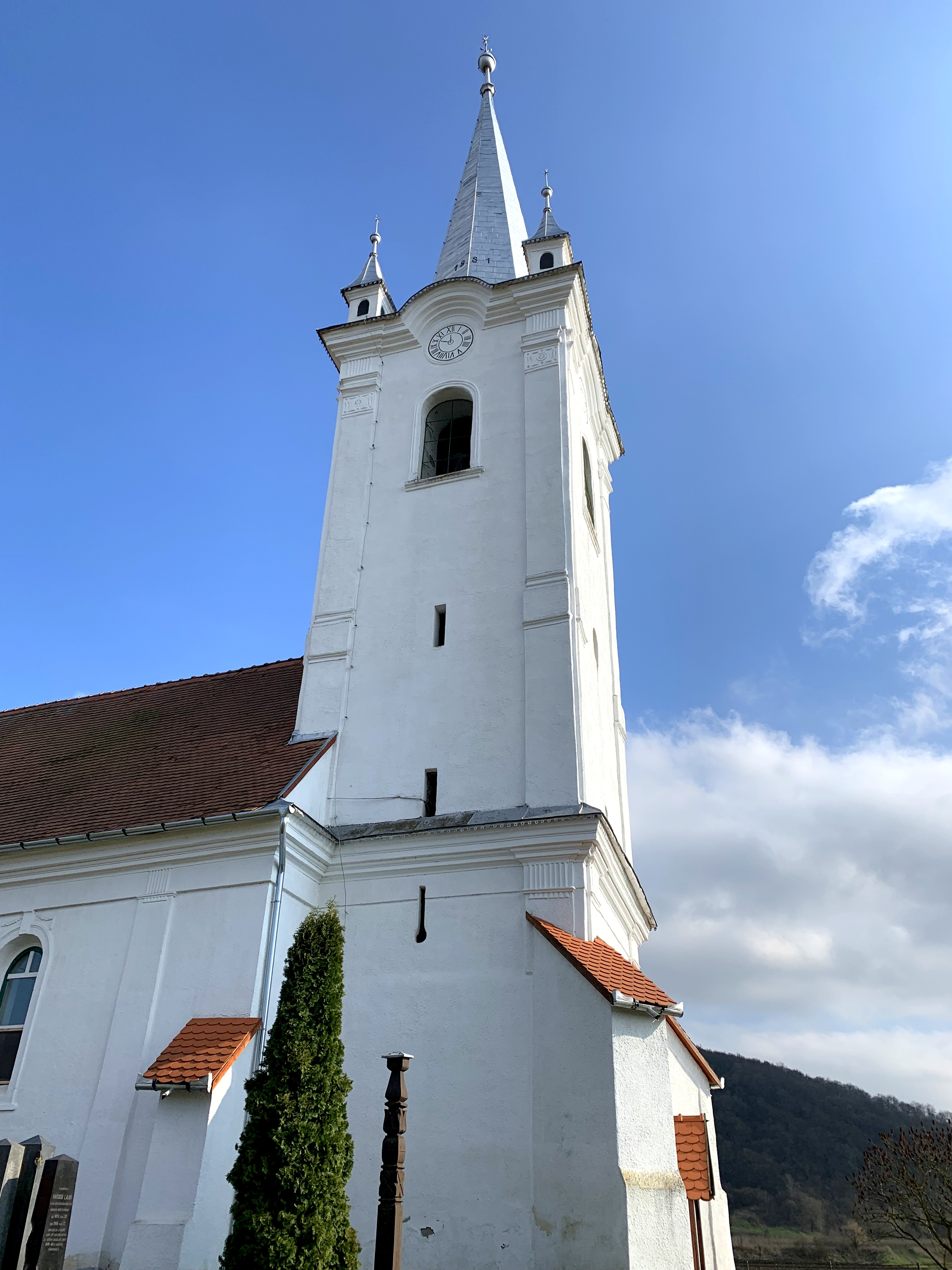
Turnul-clopotniță
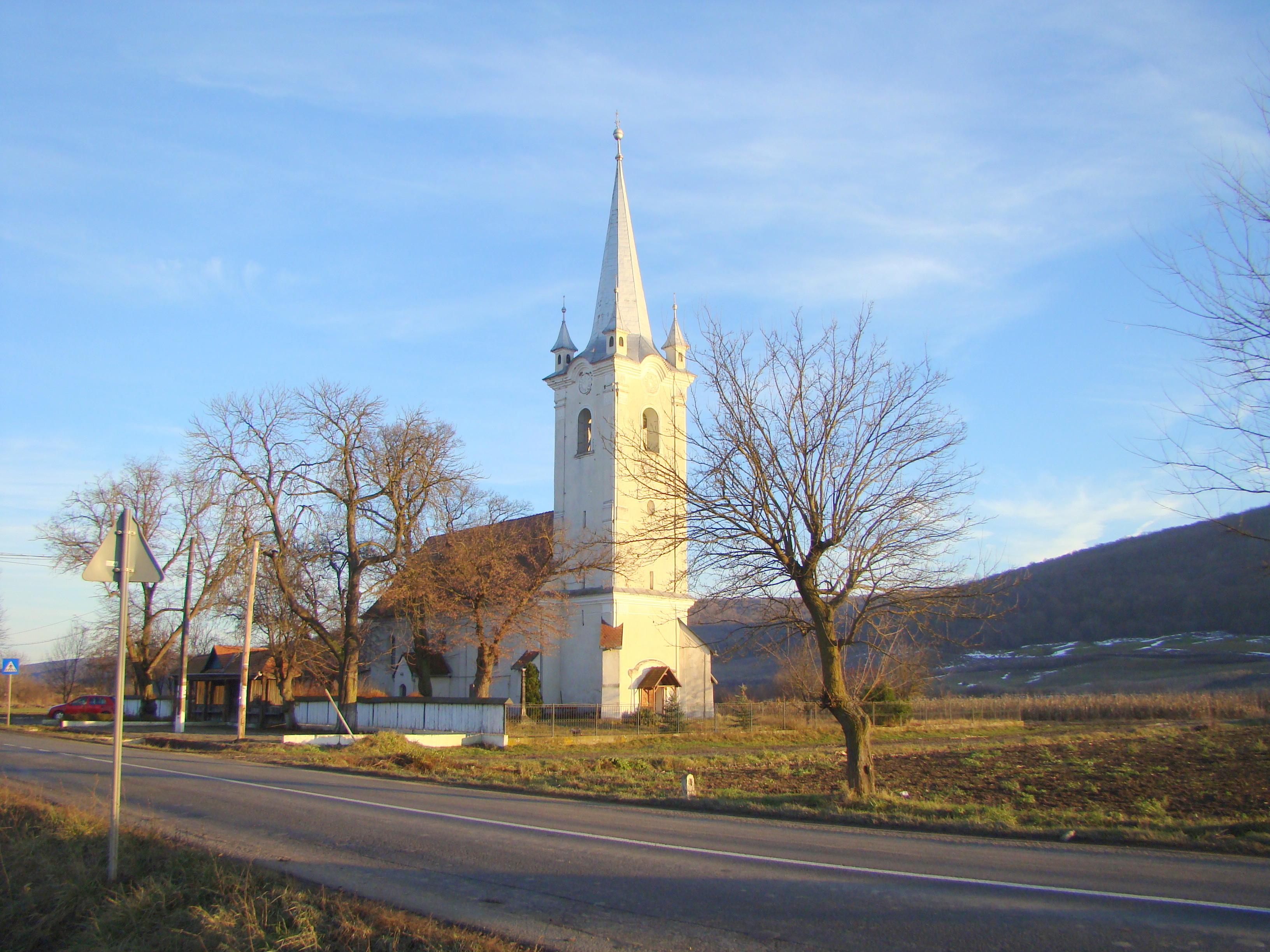
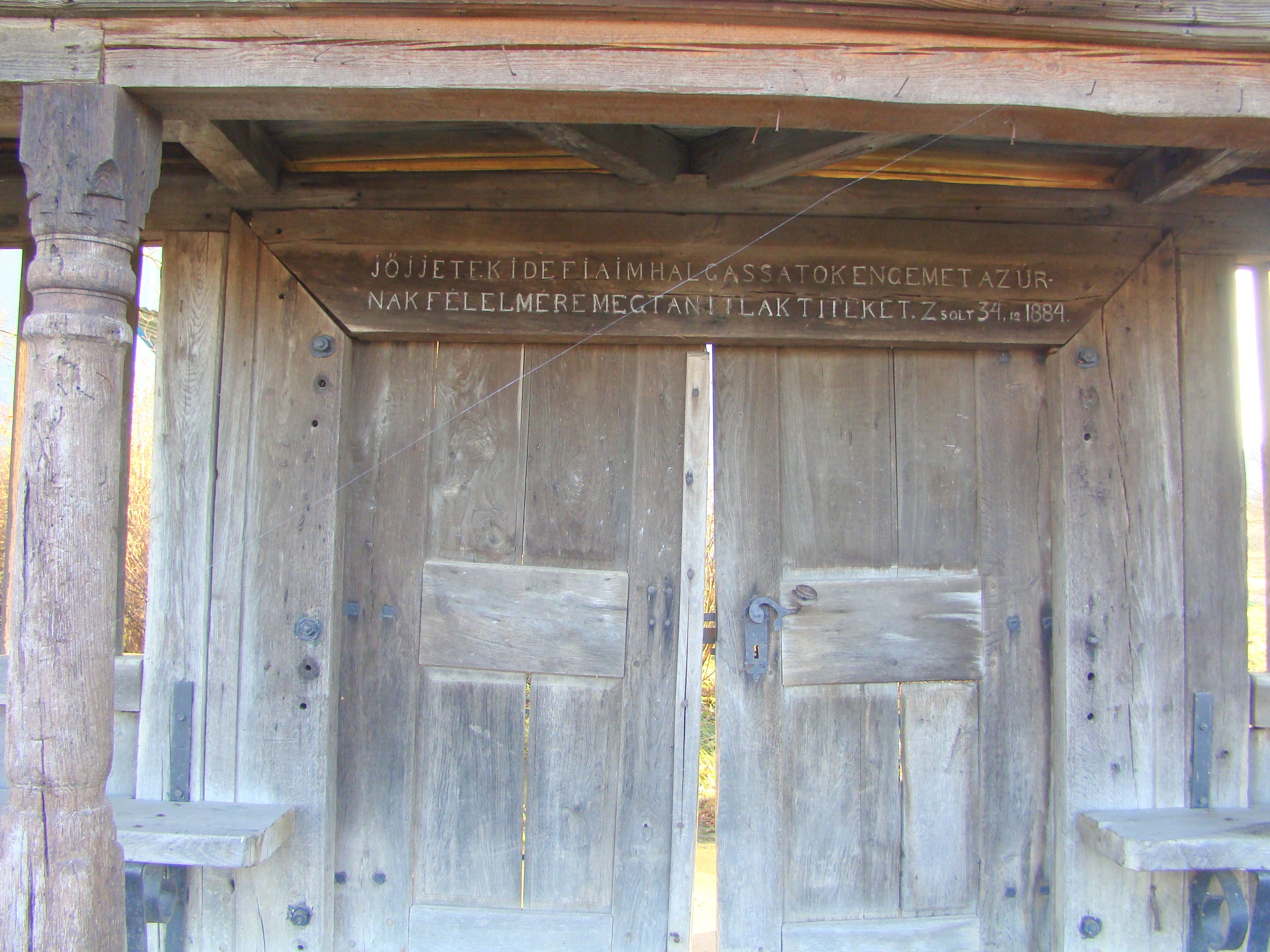
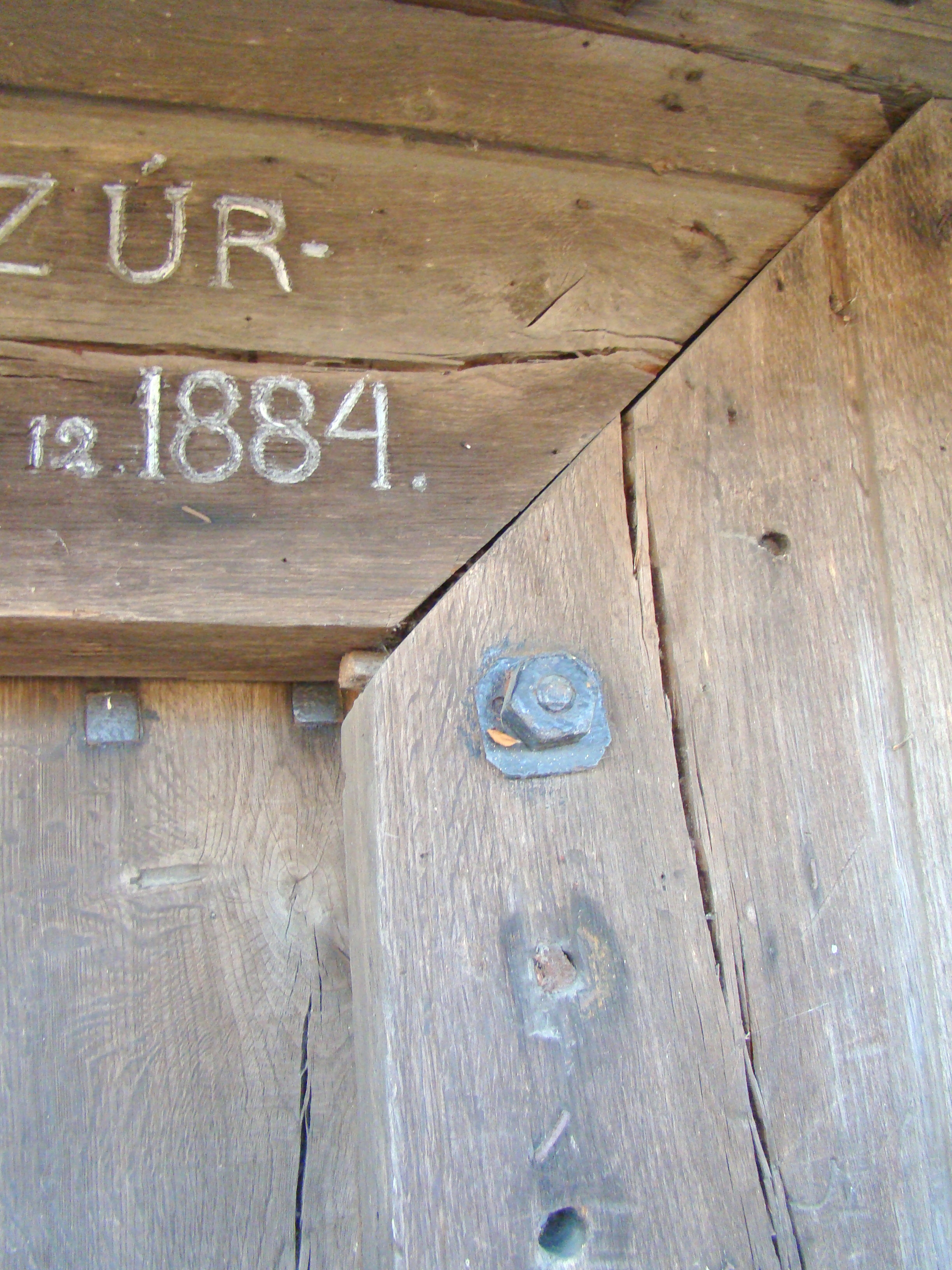
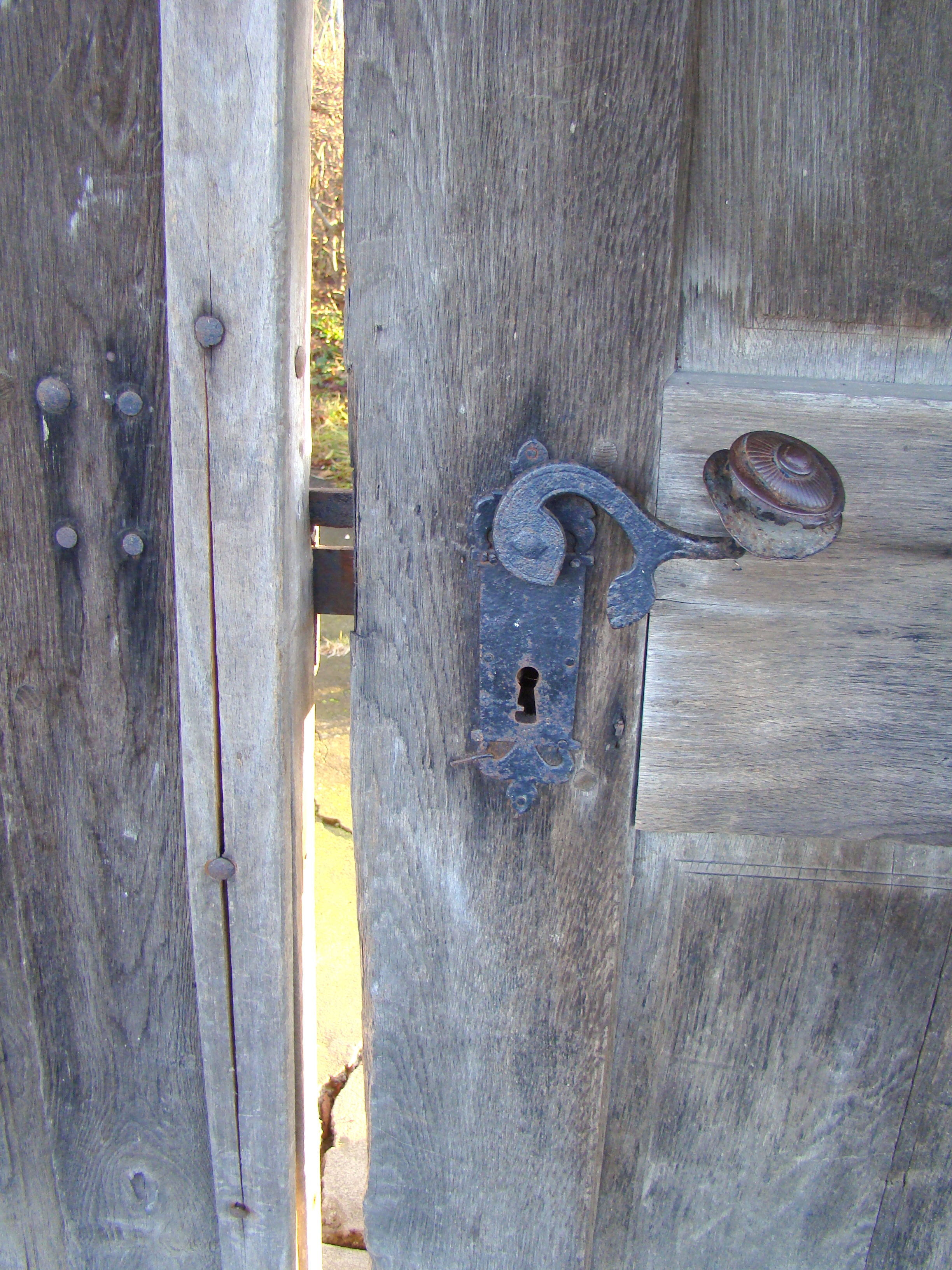
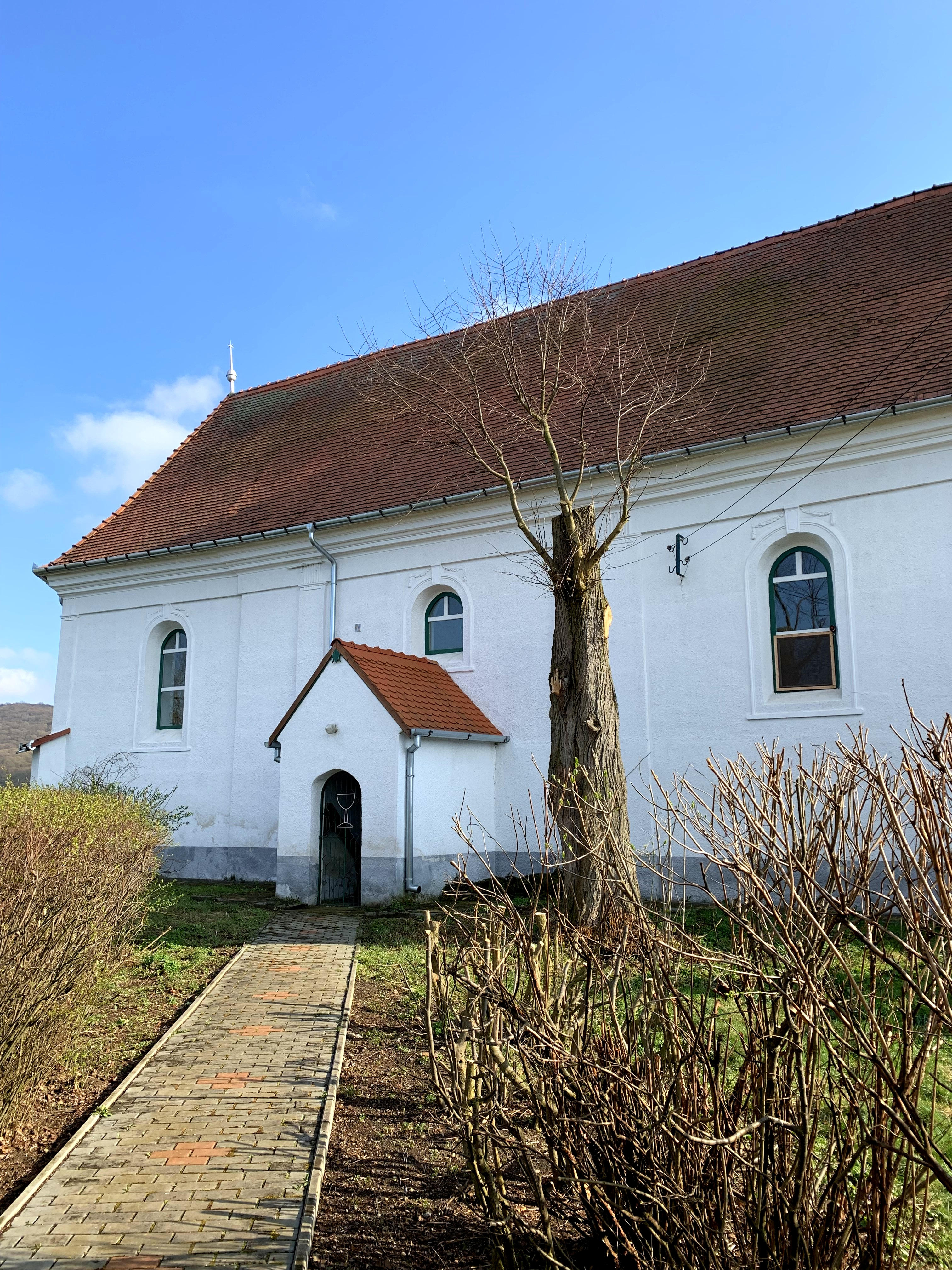
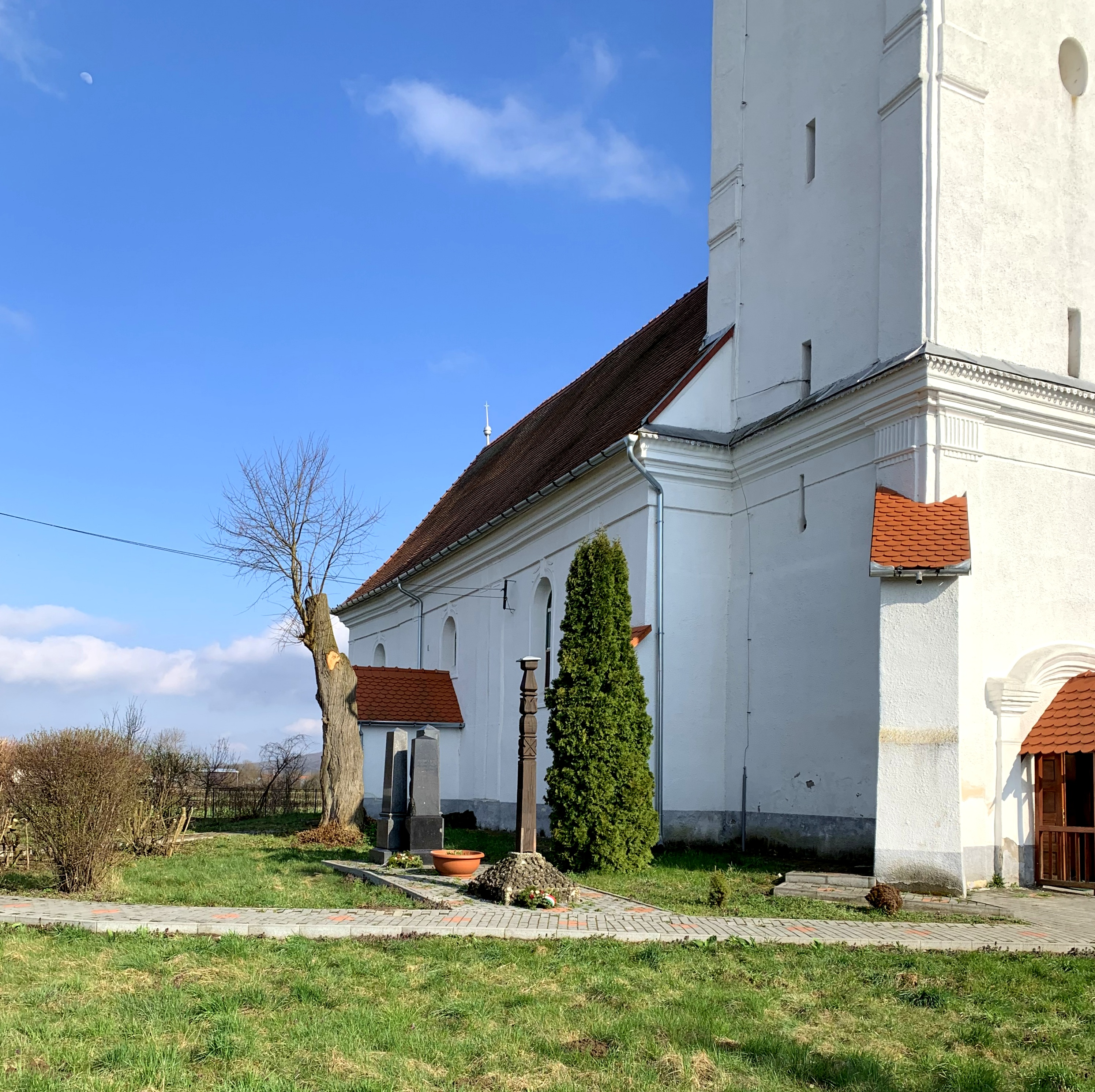
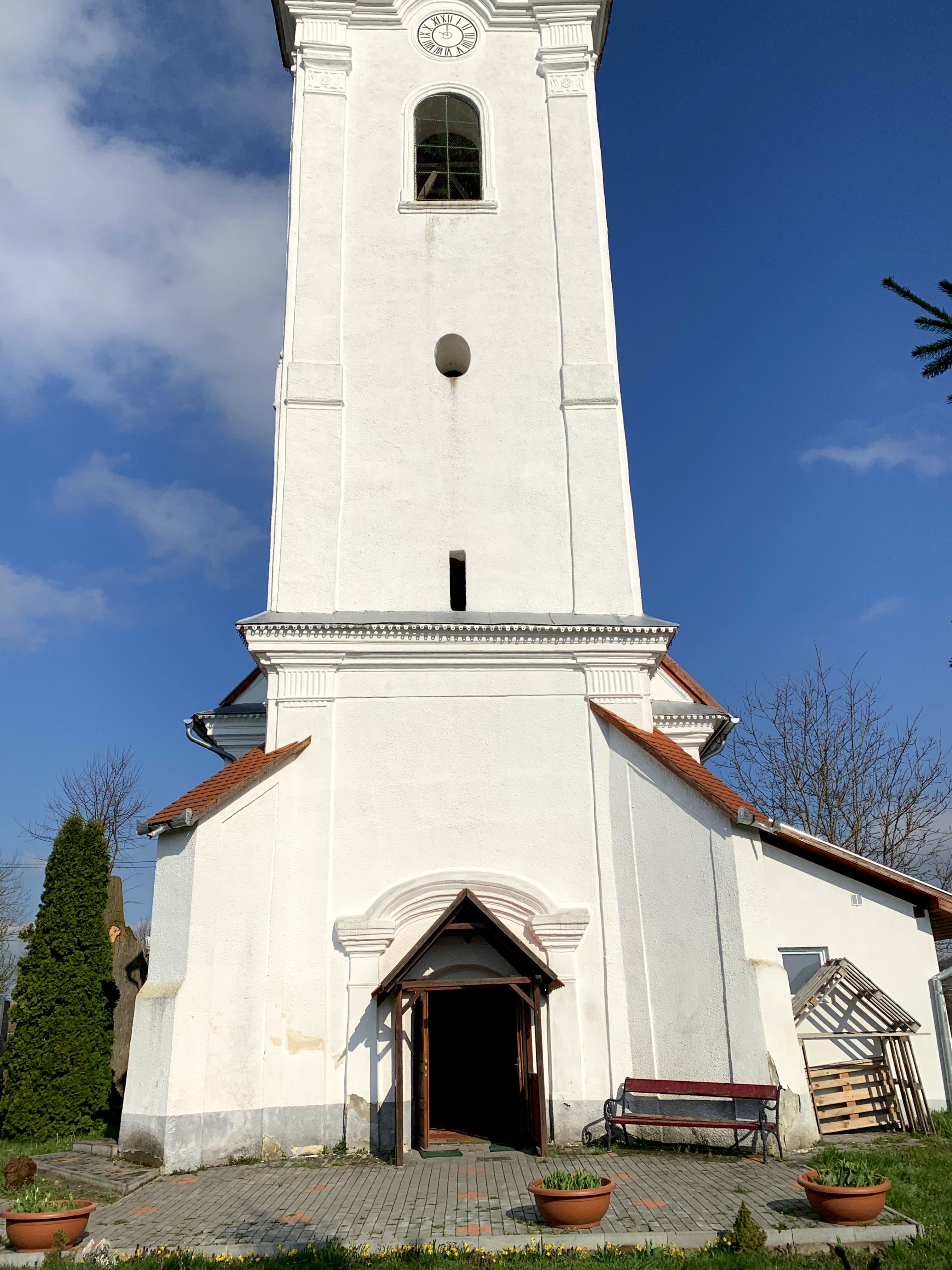
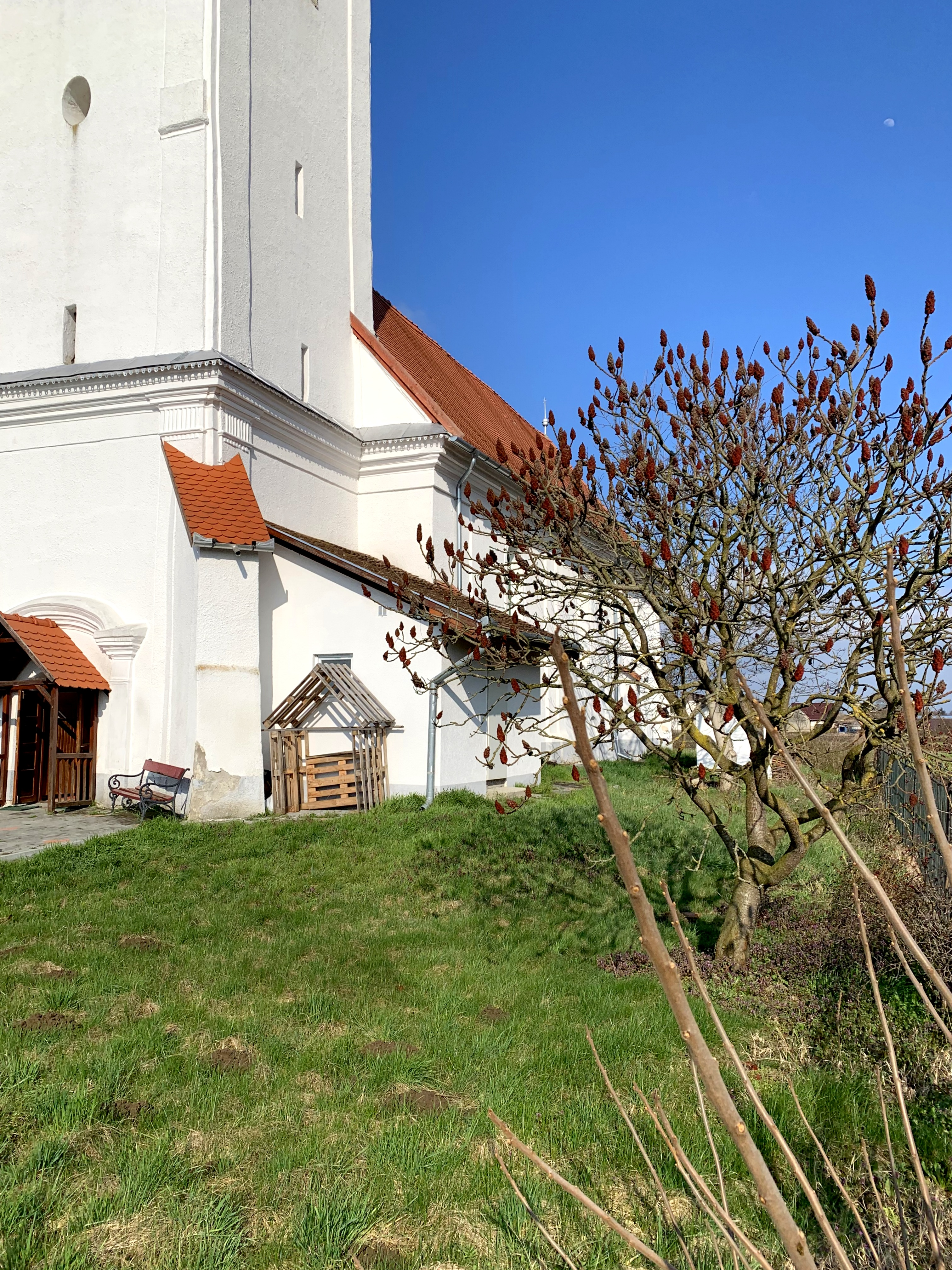
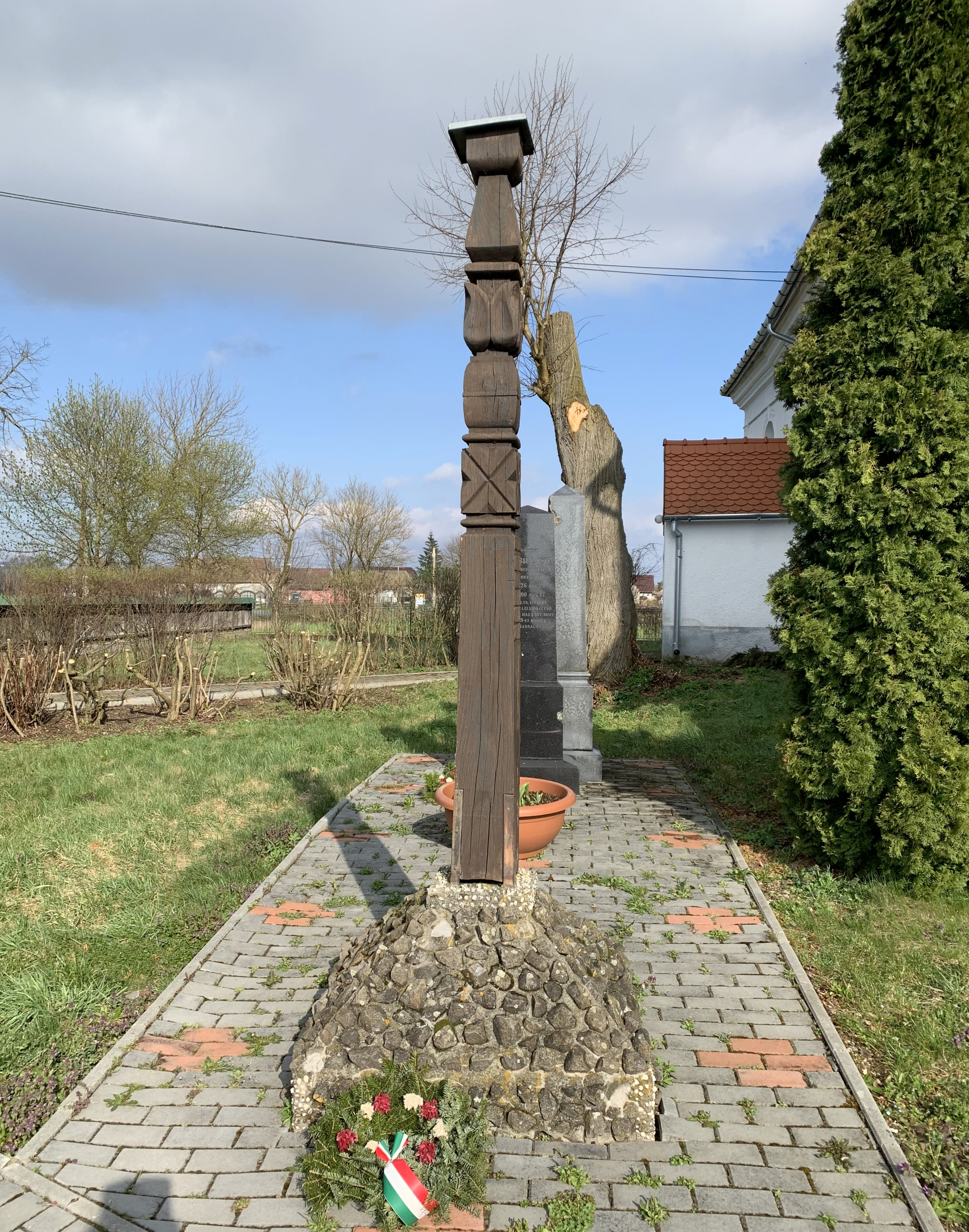
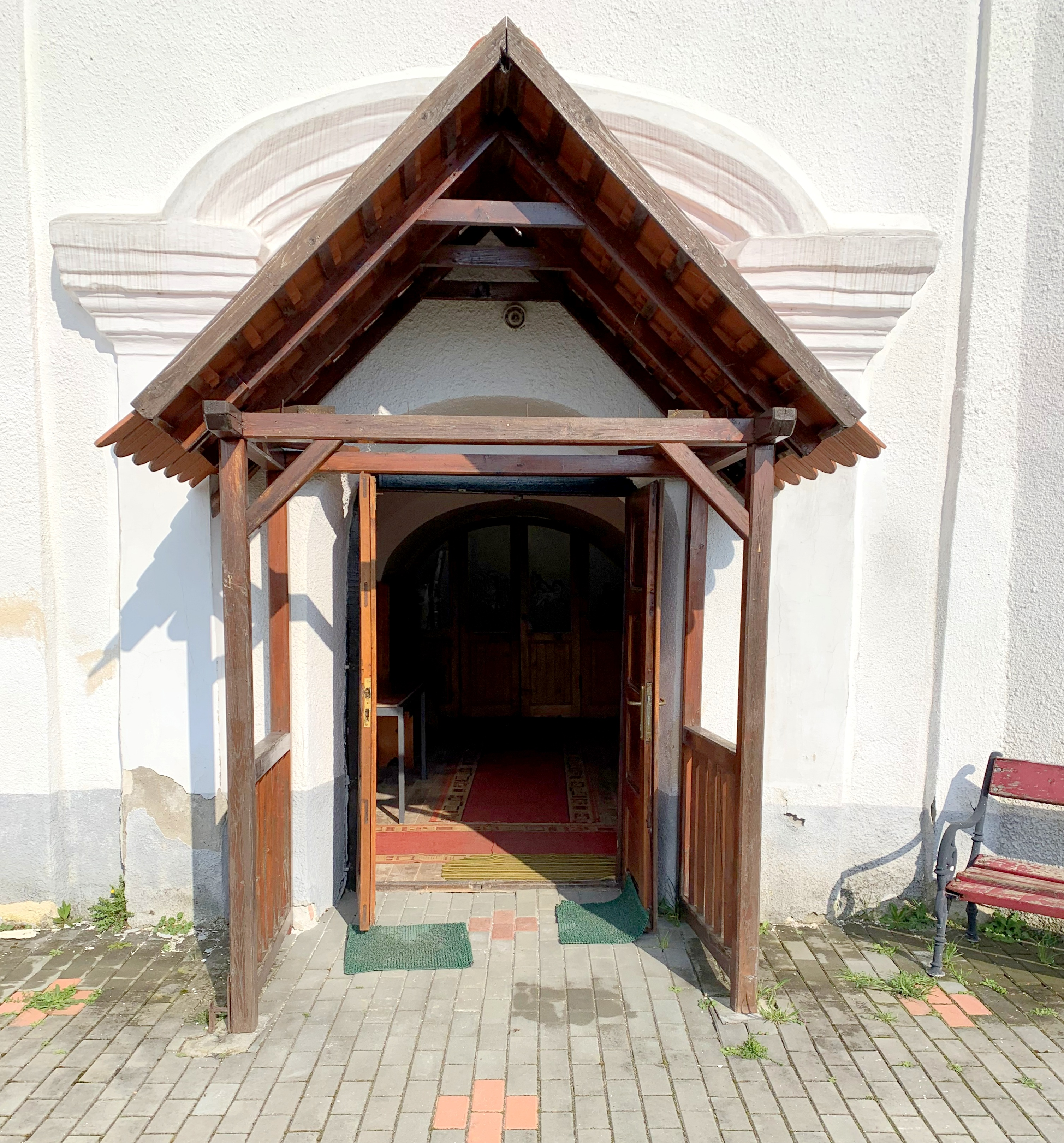
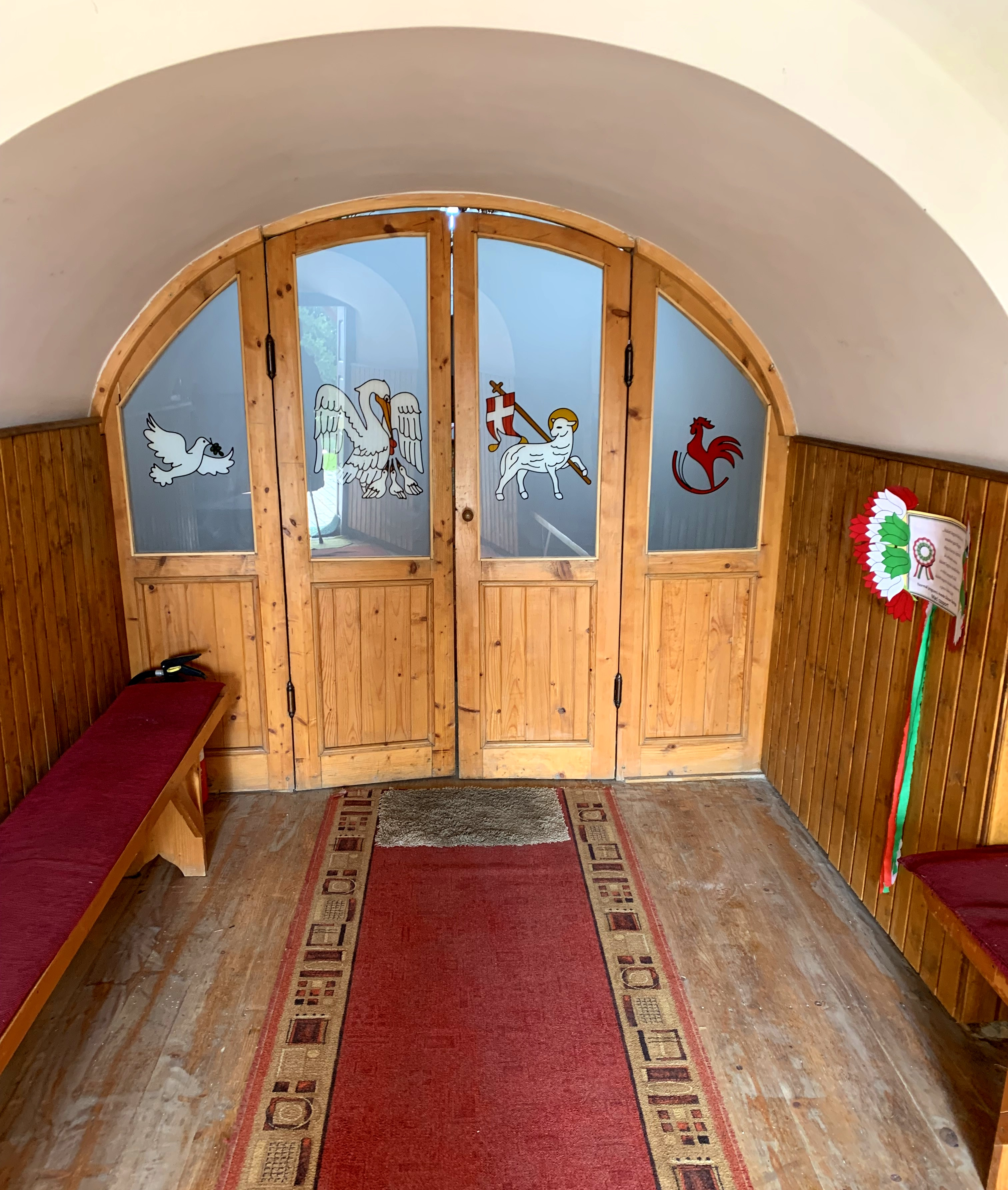
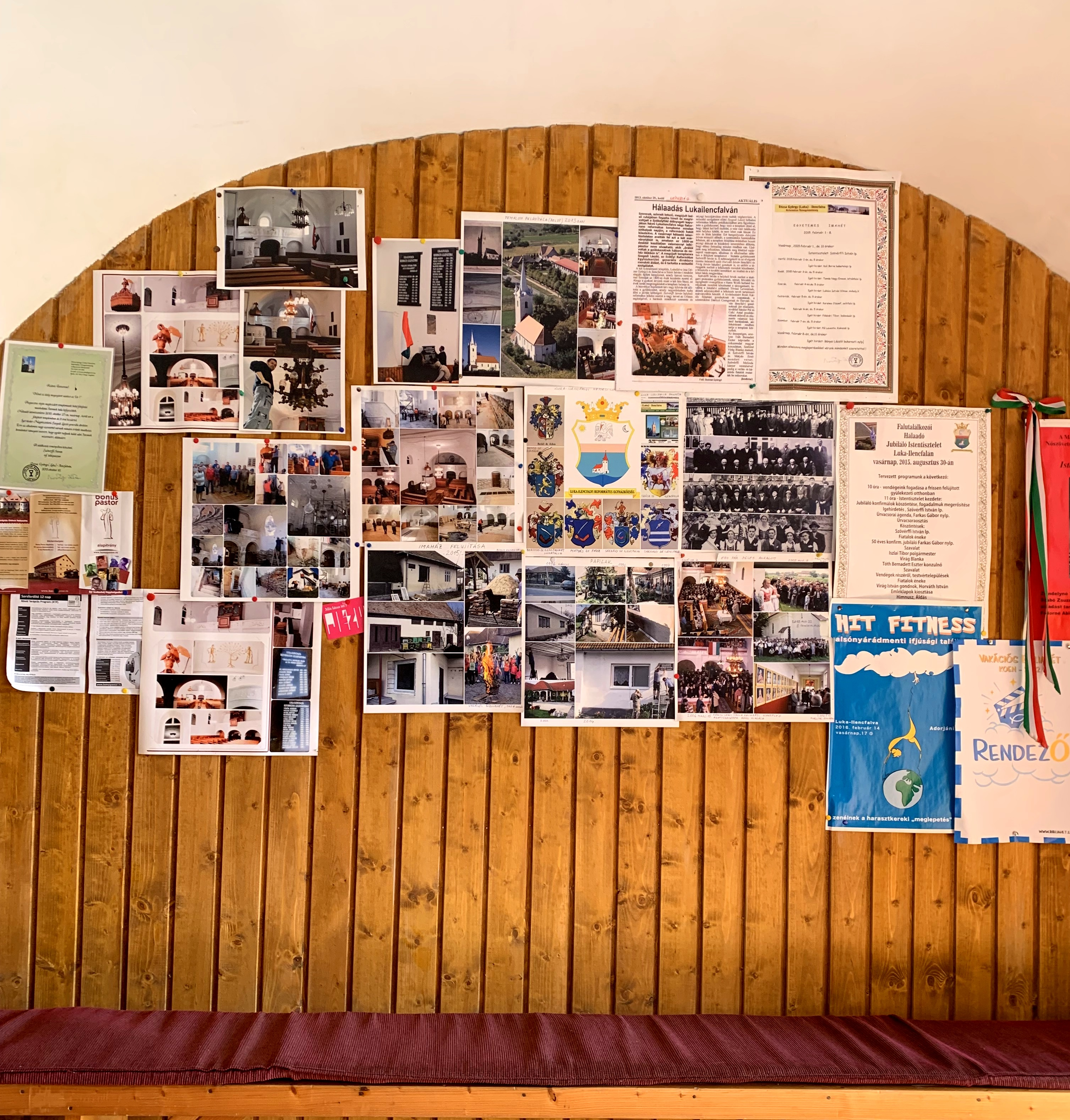
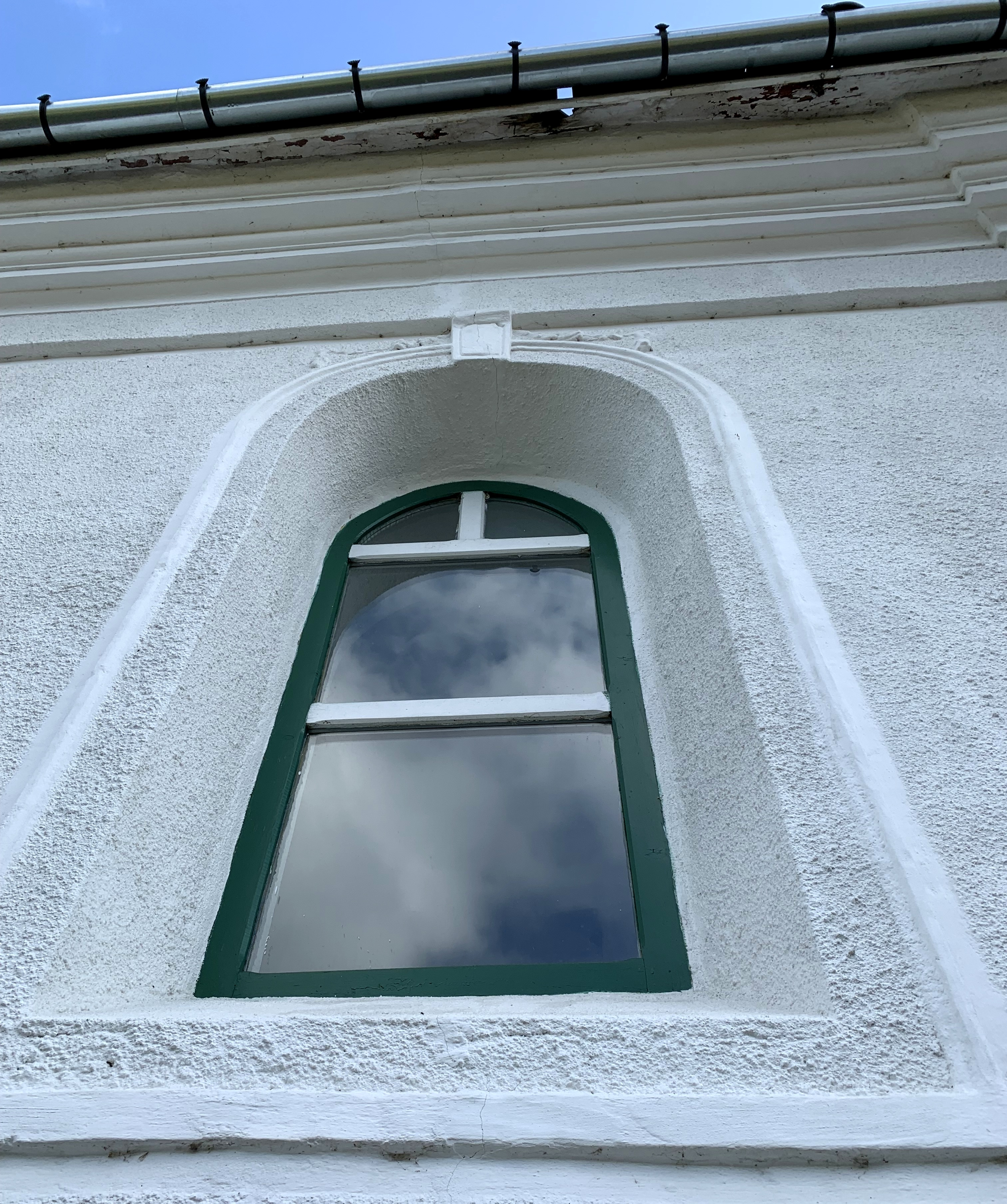
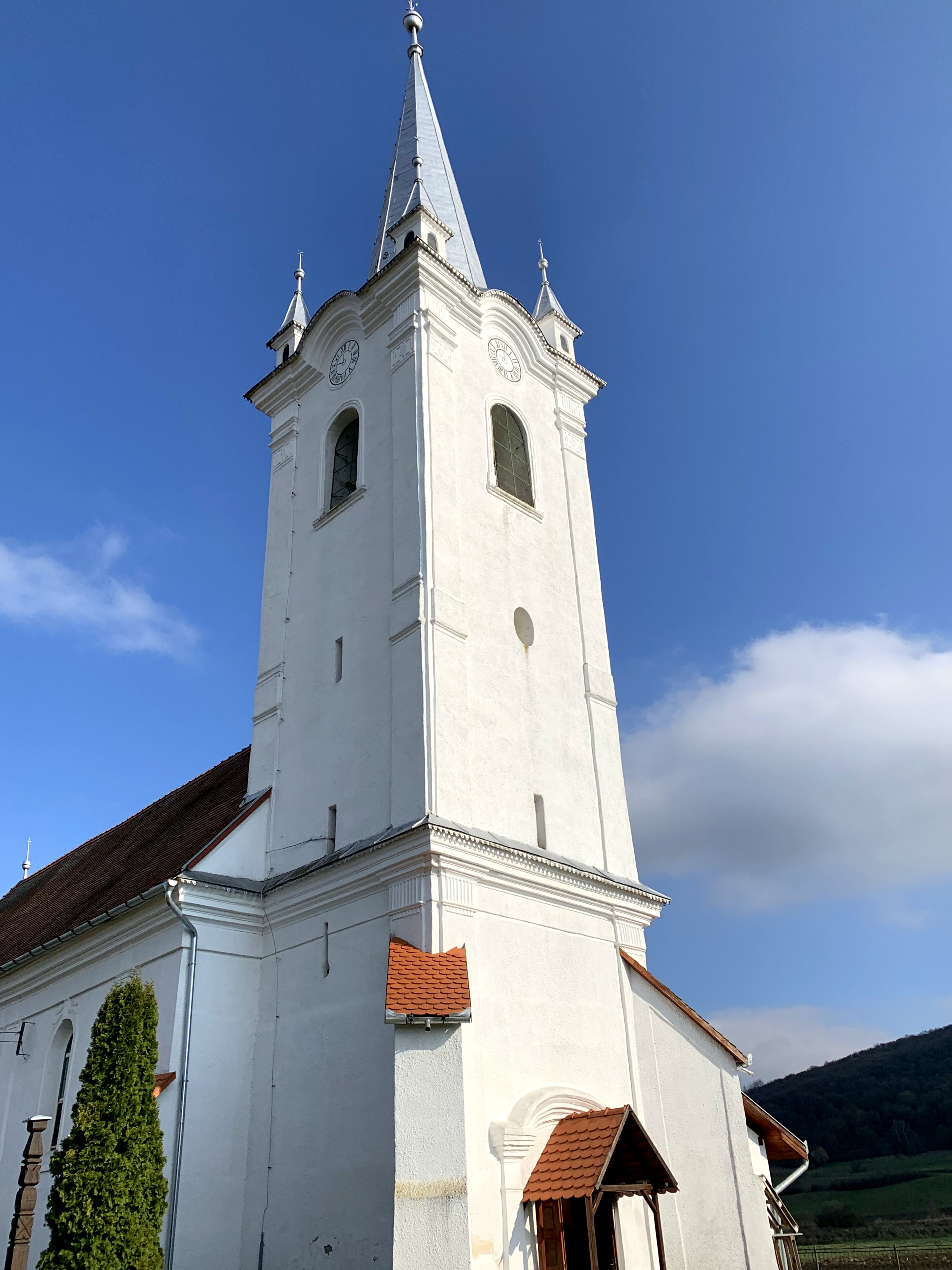
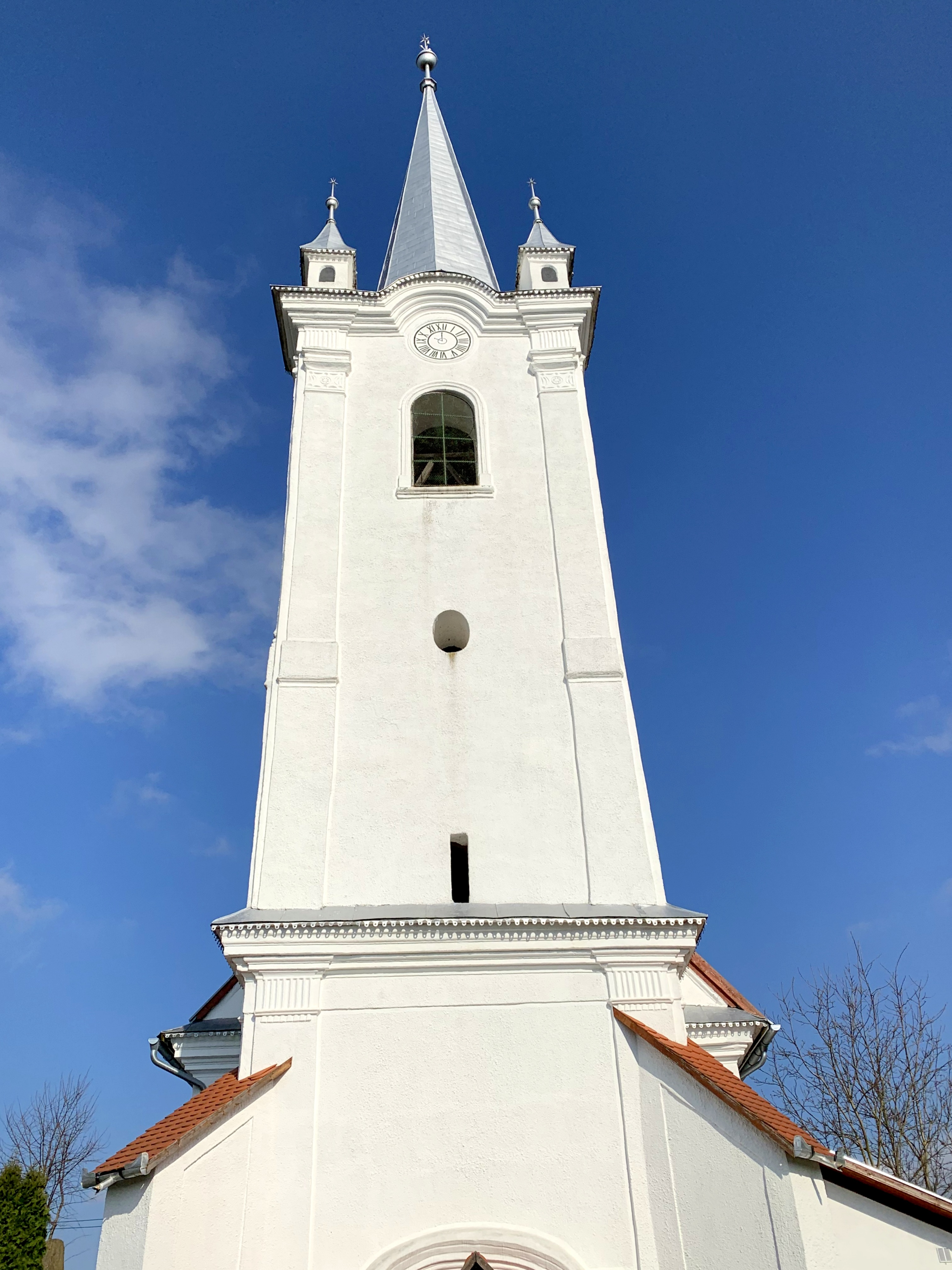
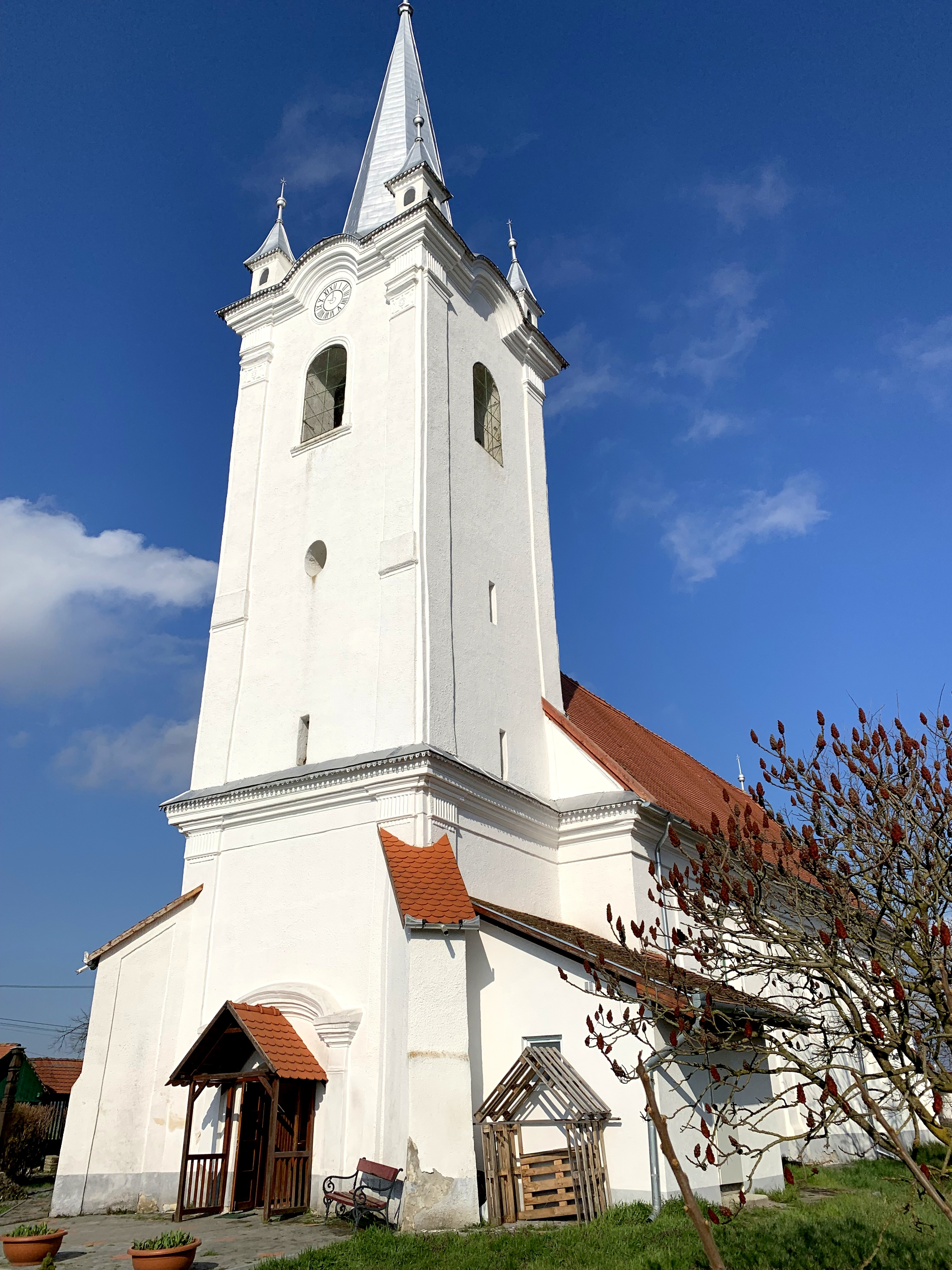
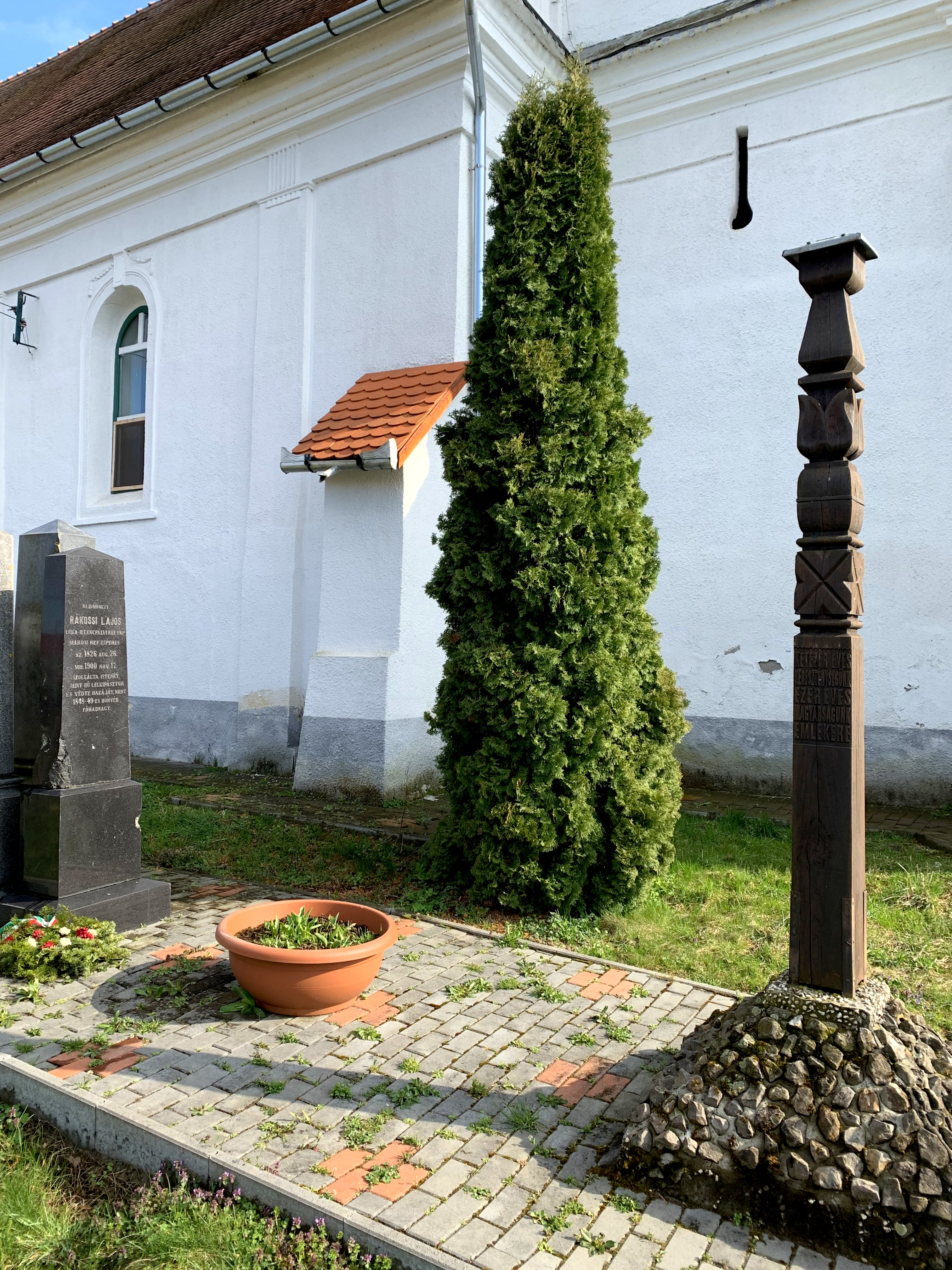
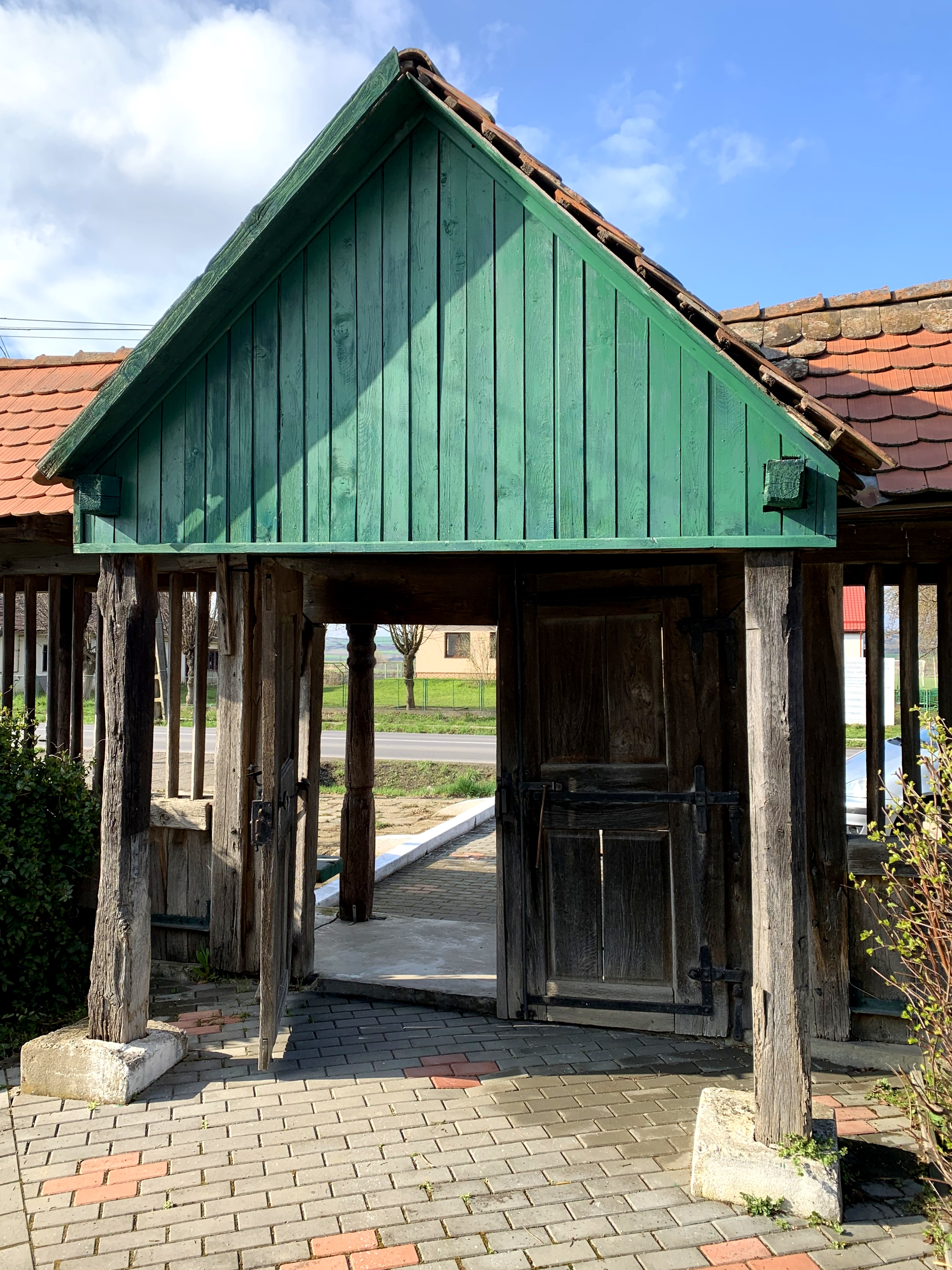
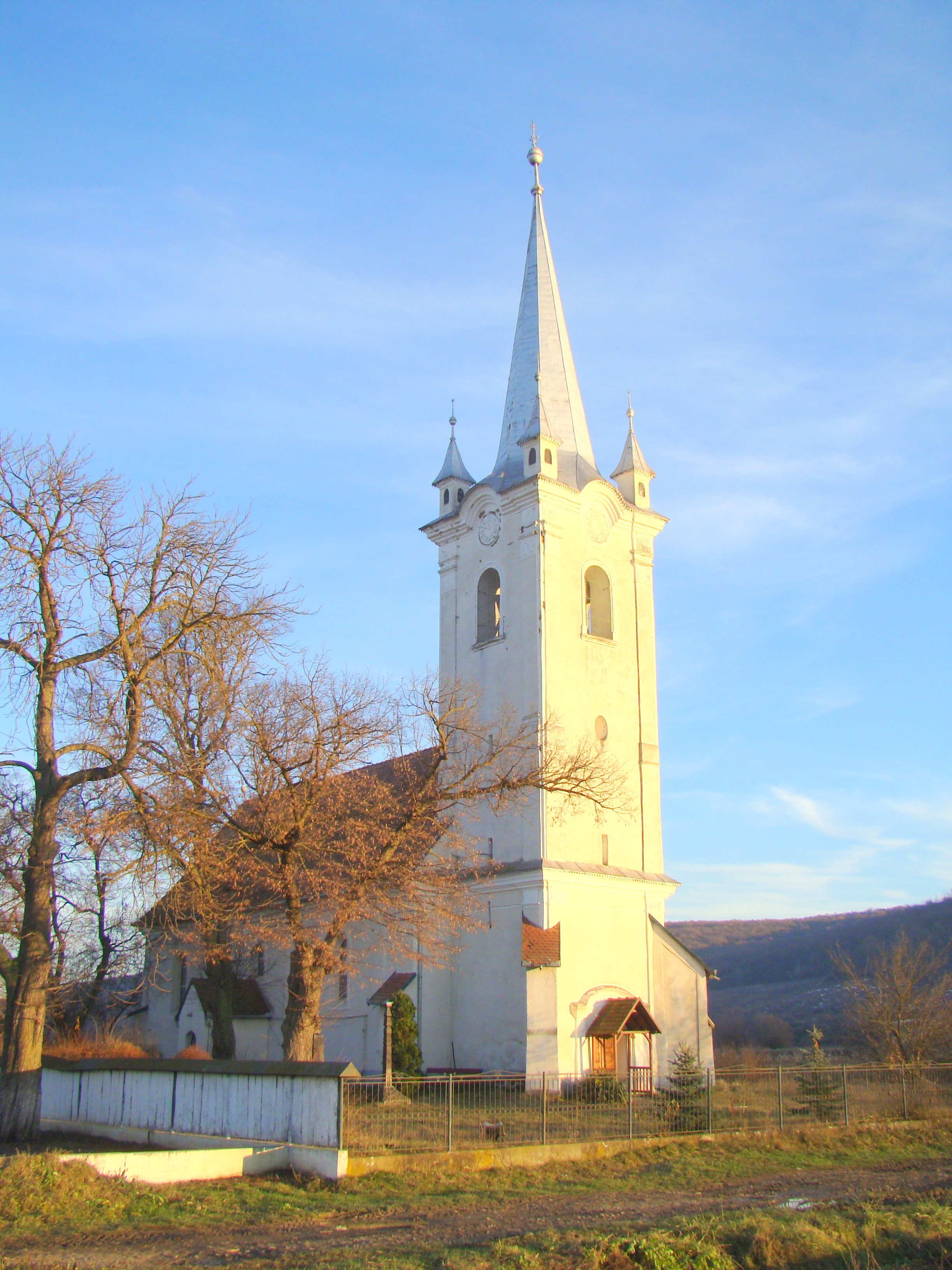

## Imagini din interior

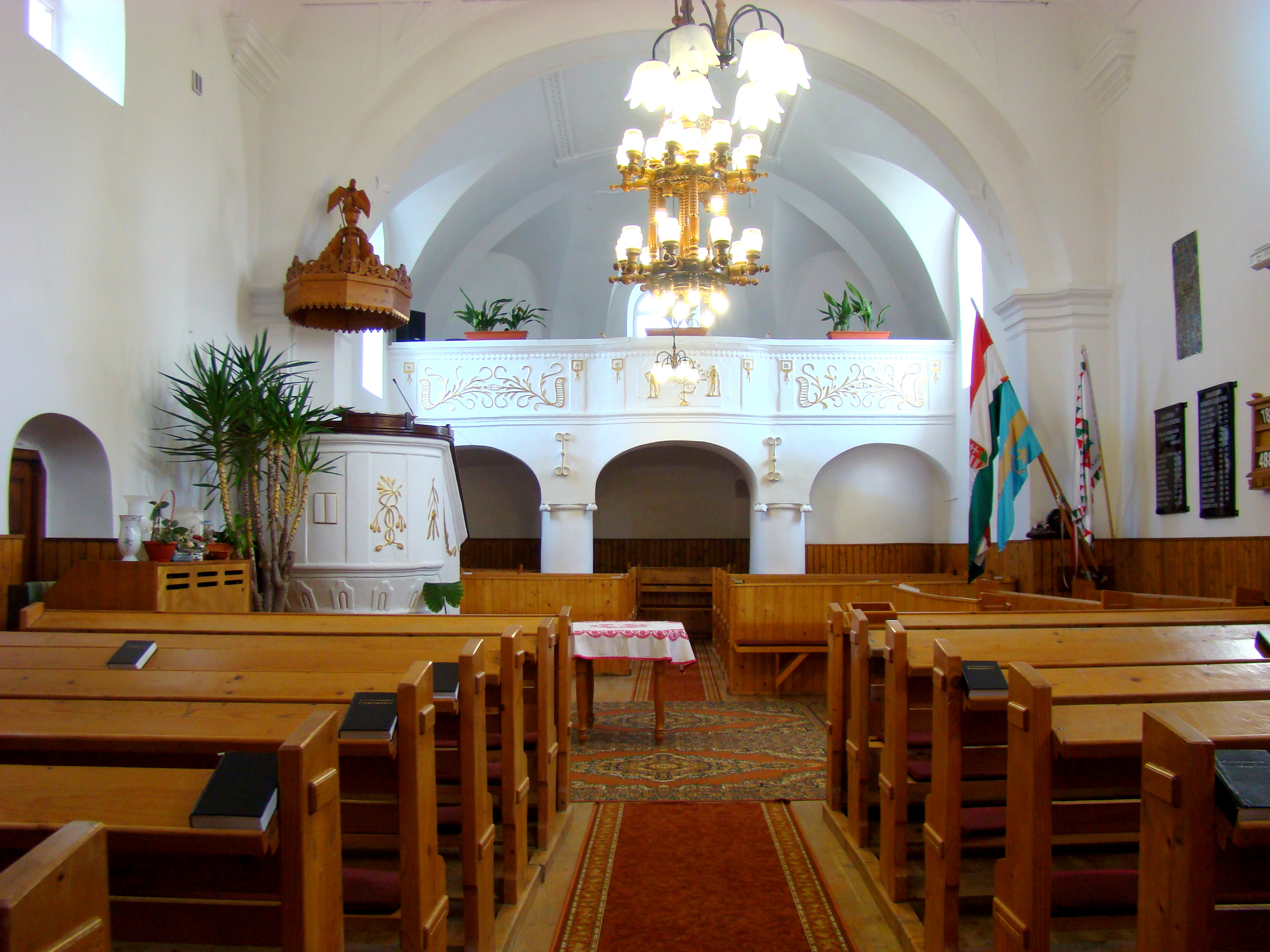
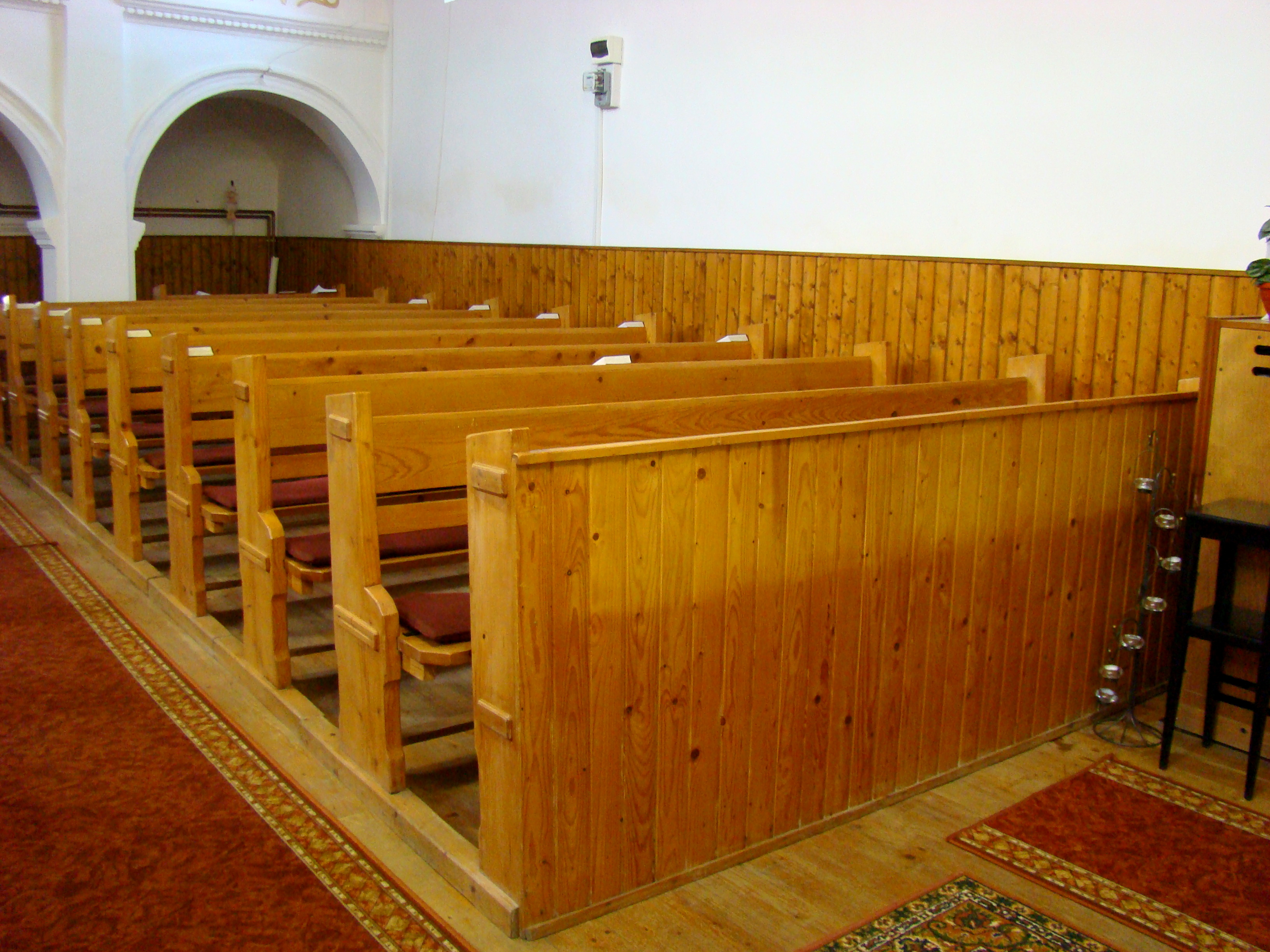
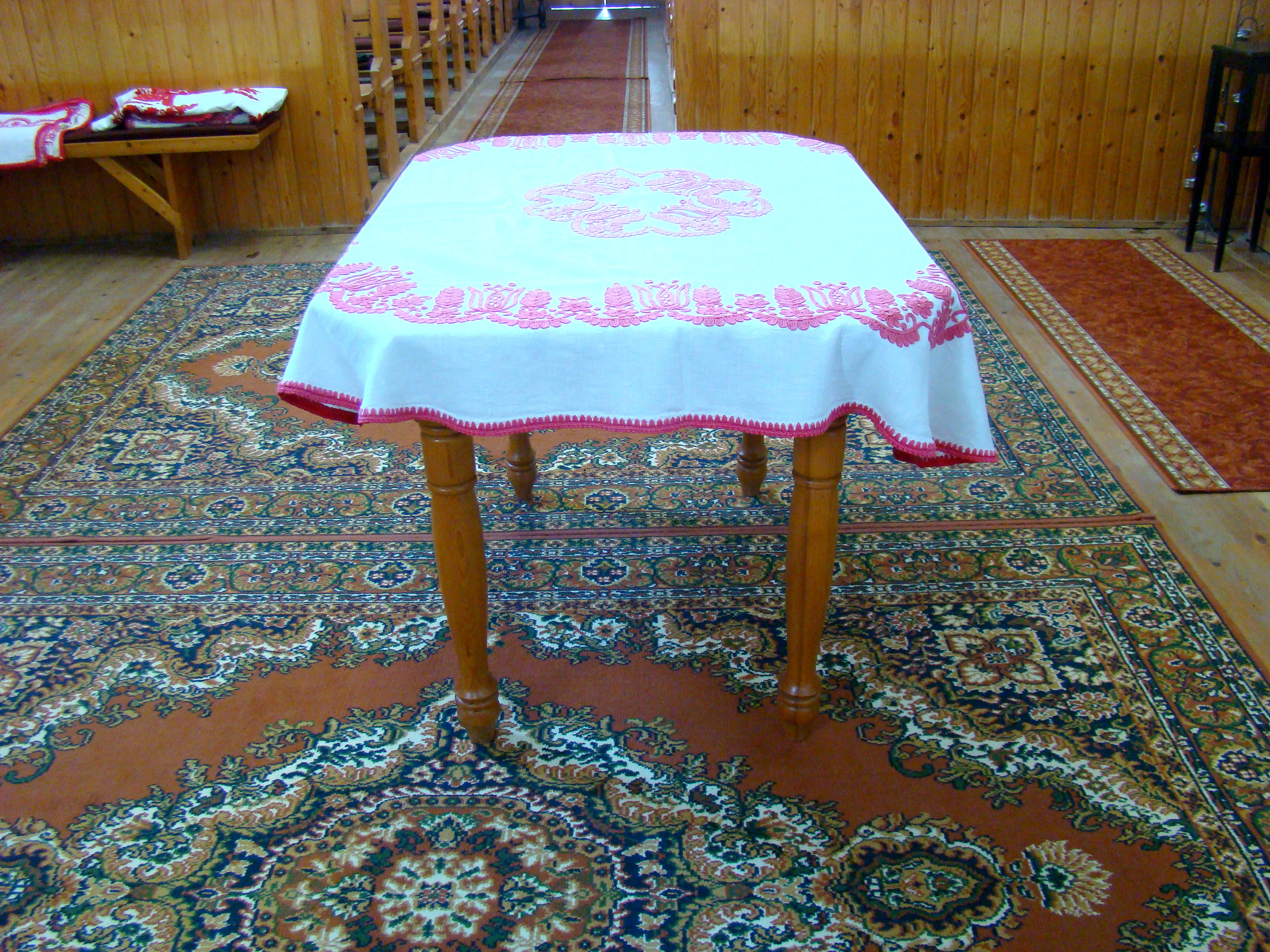
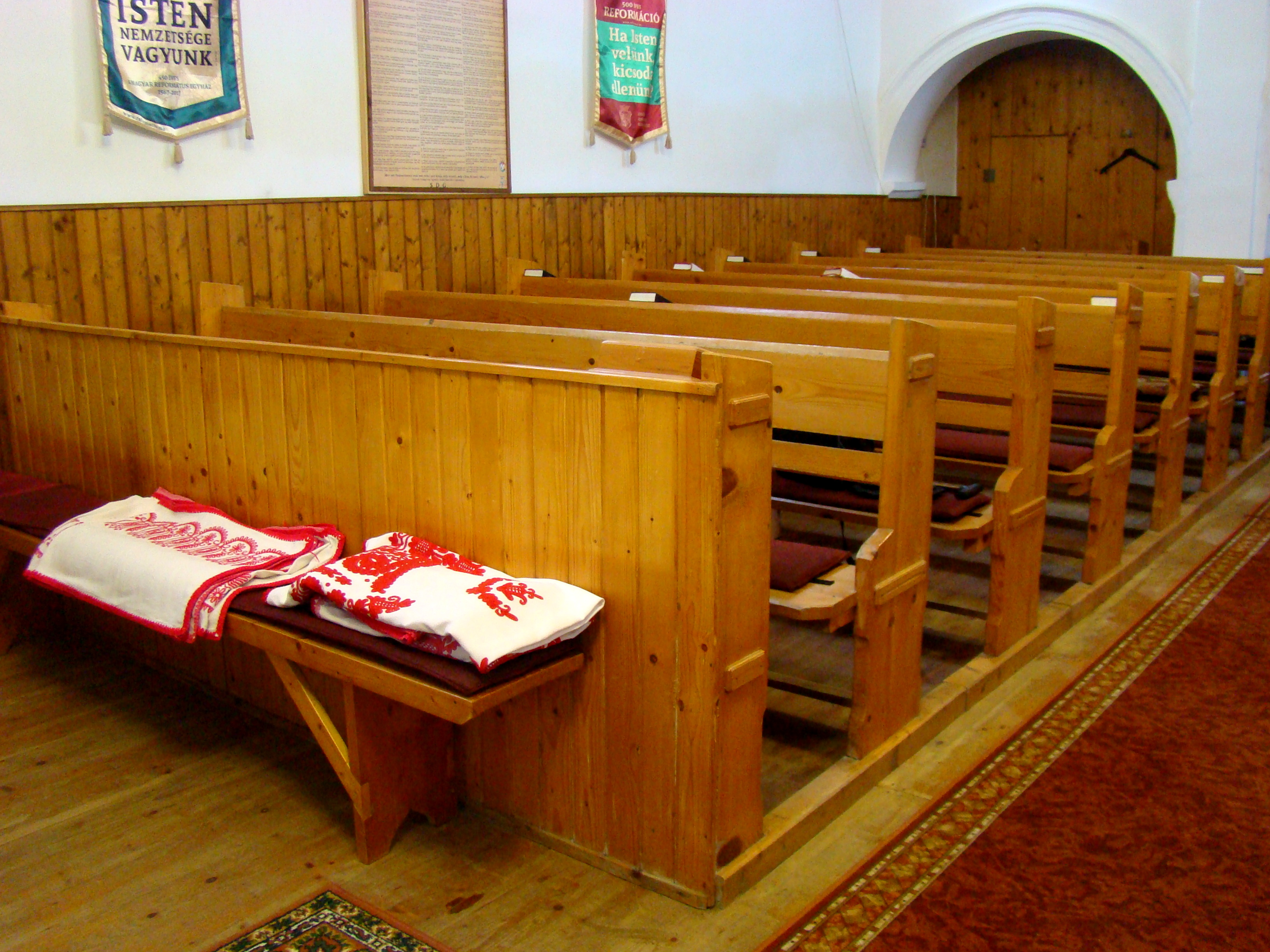
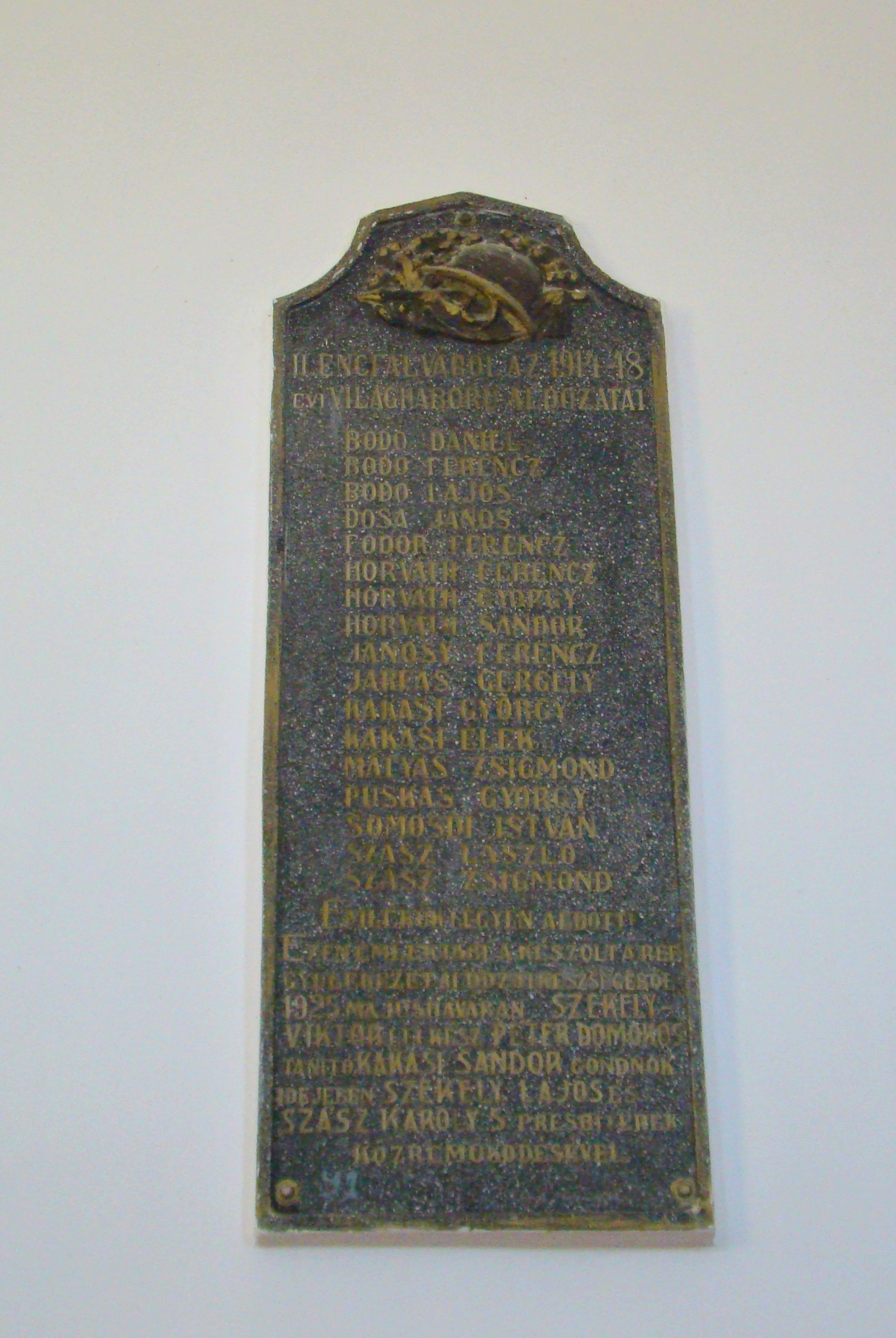
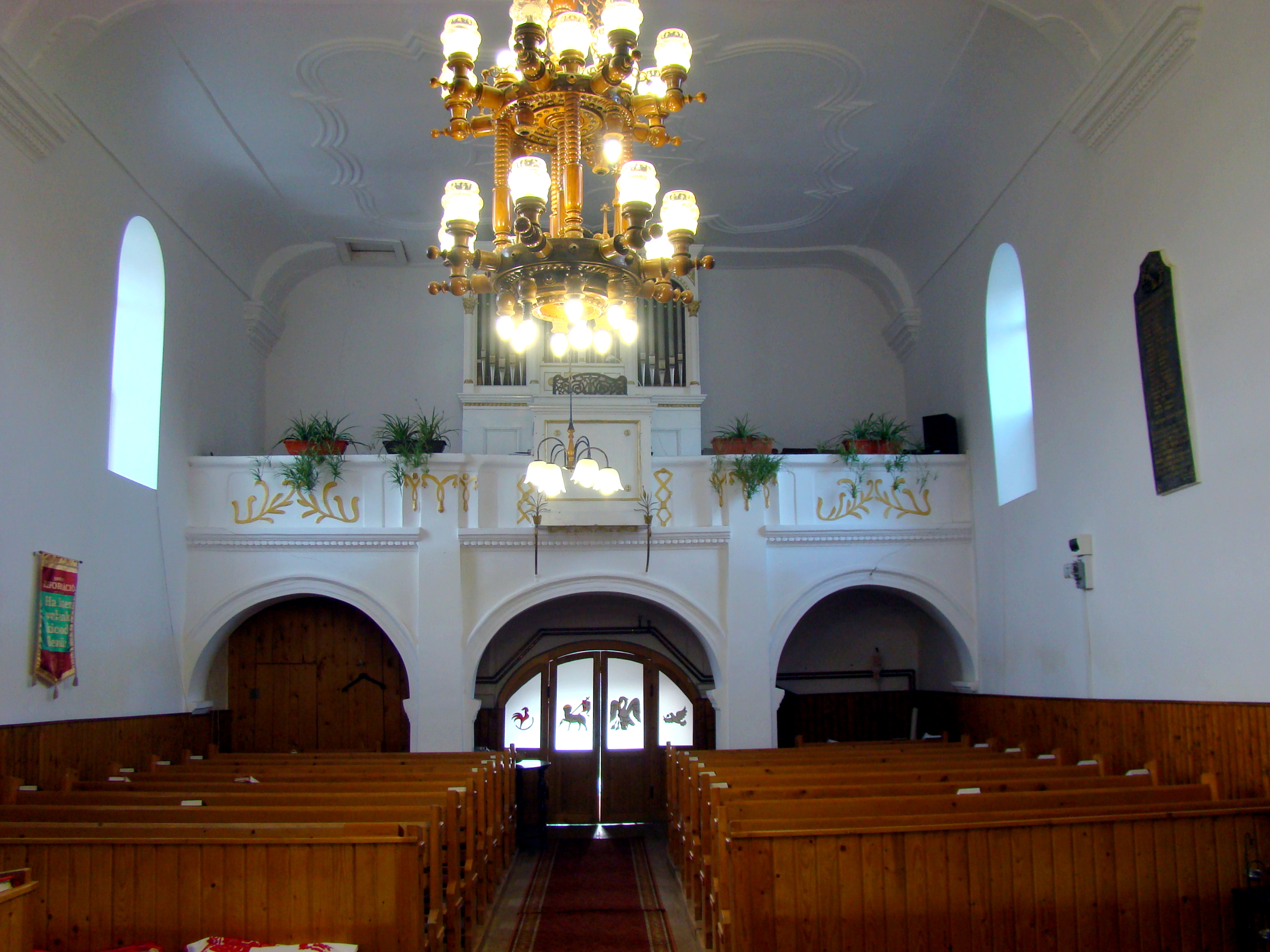
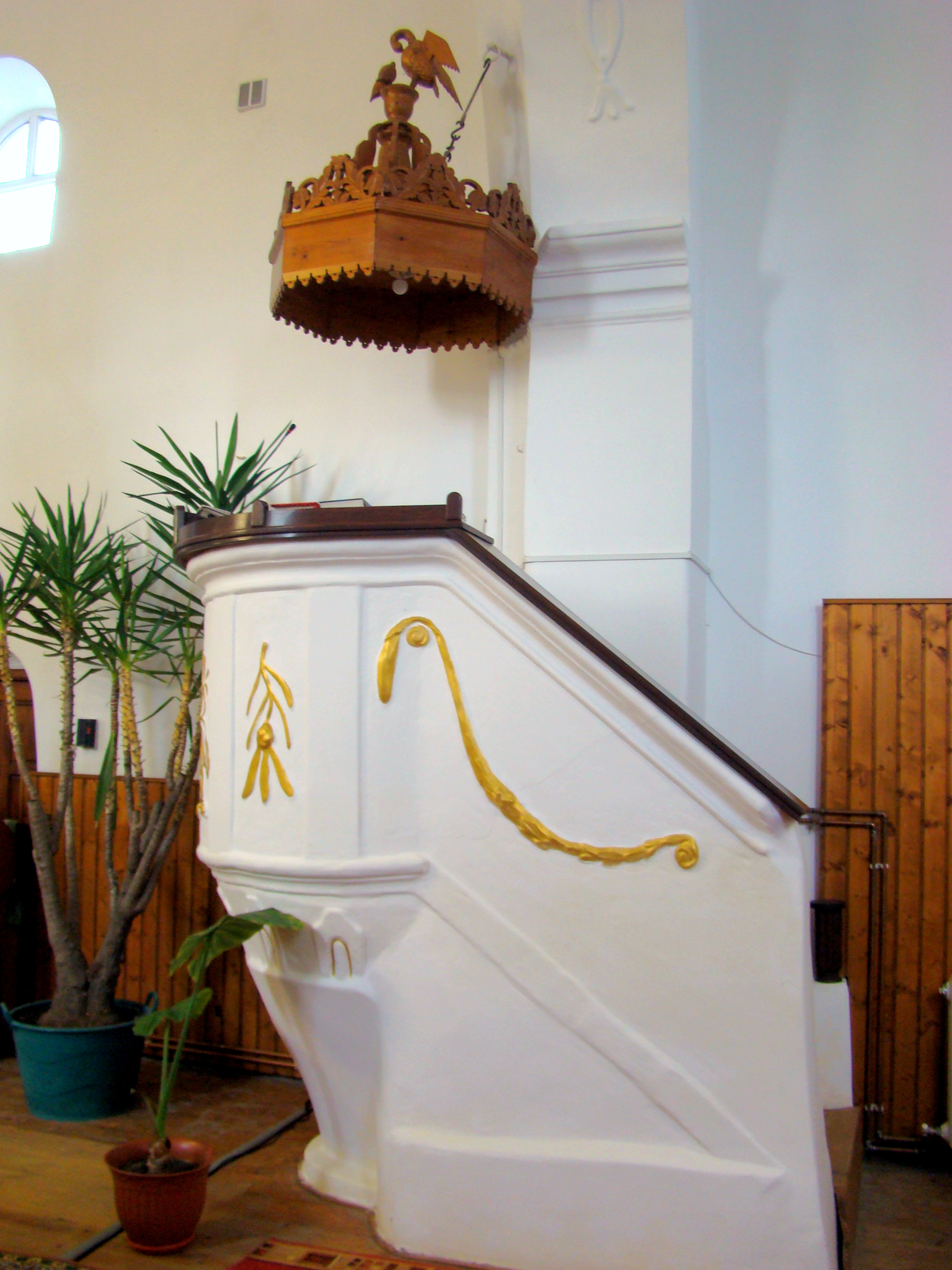
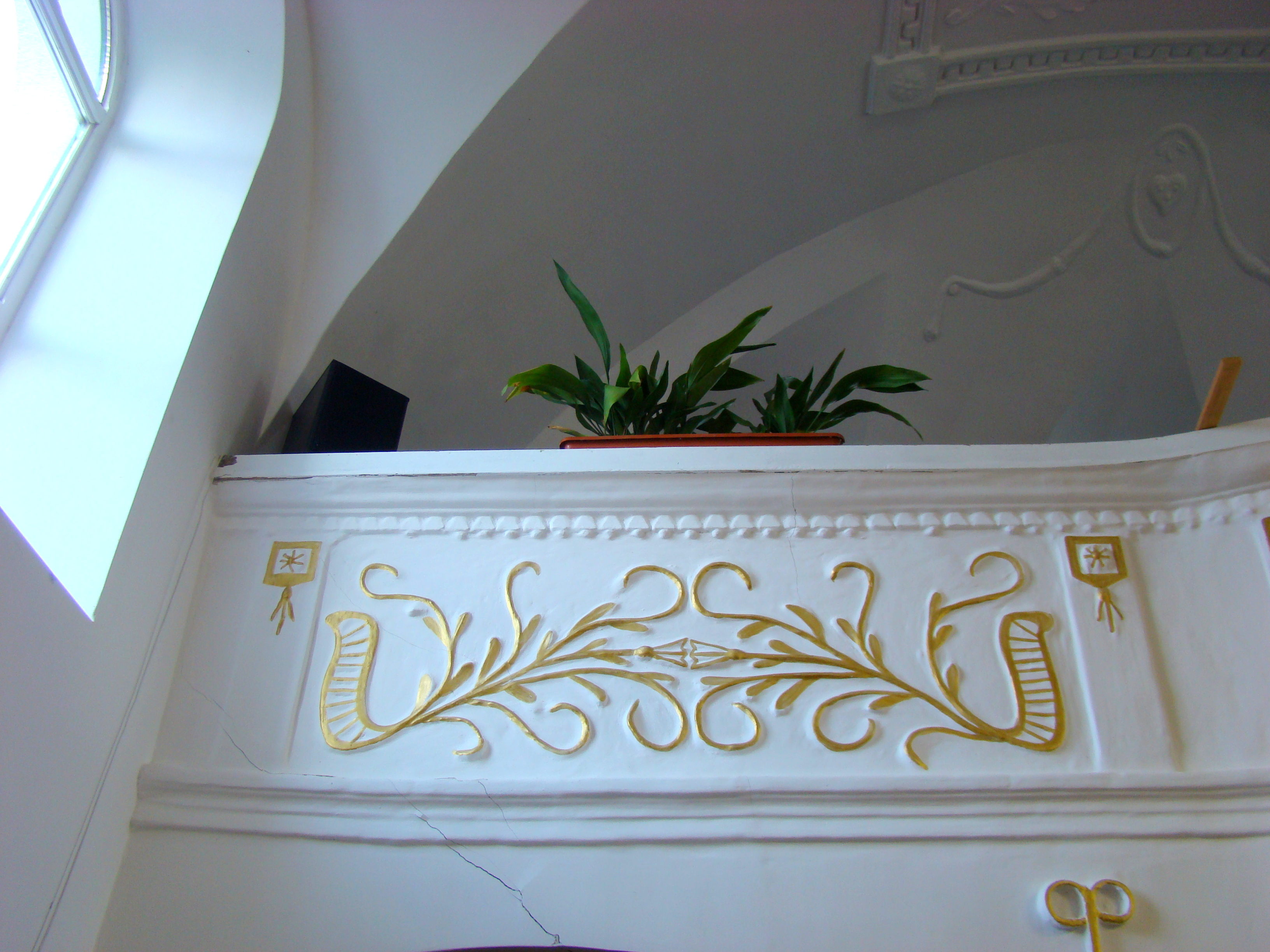
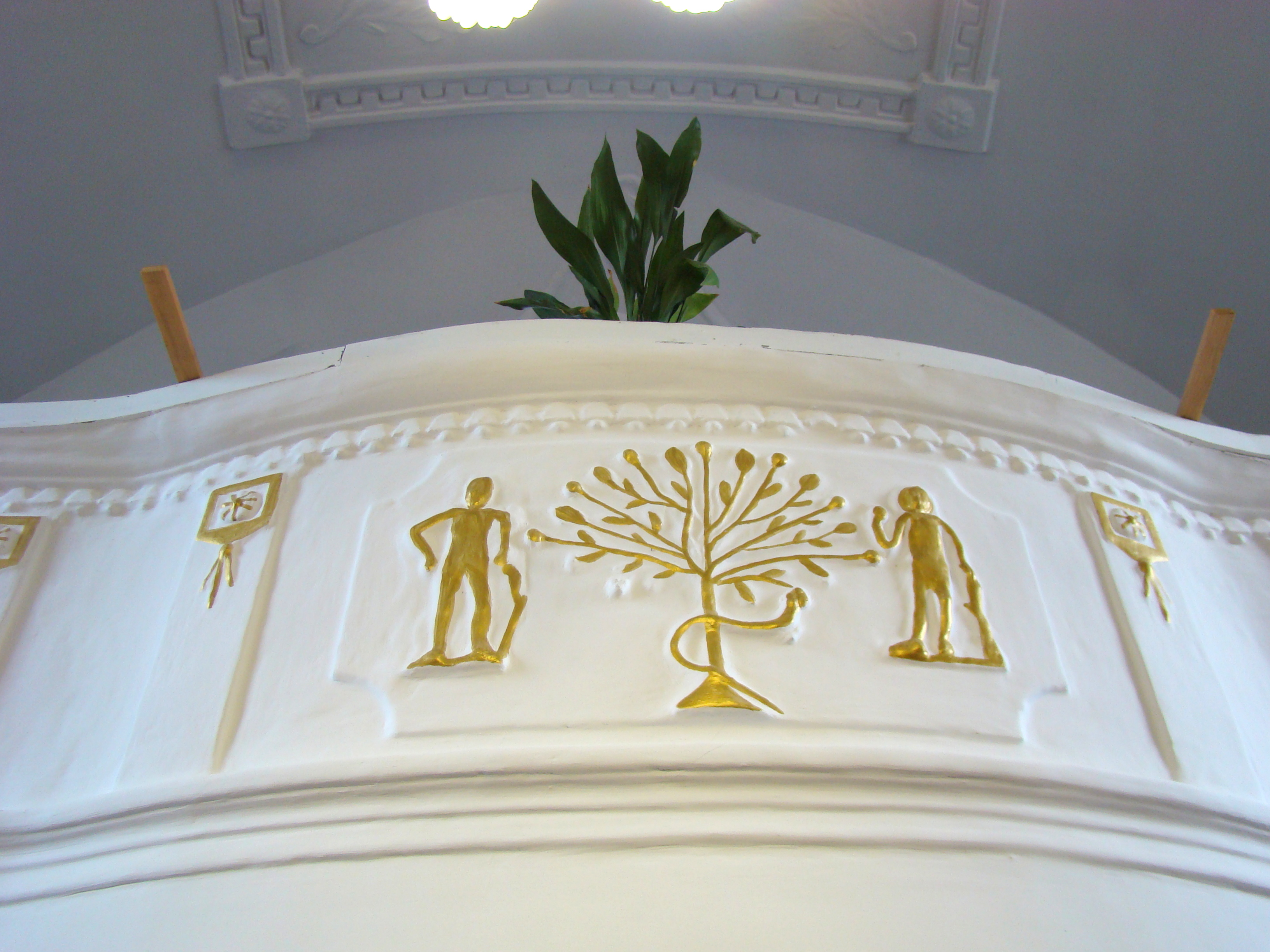
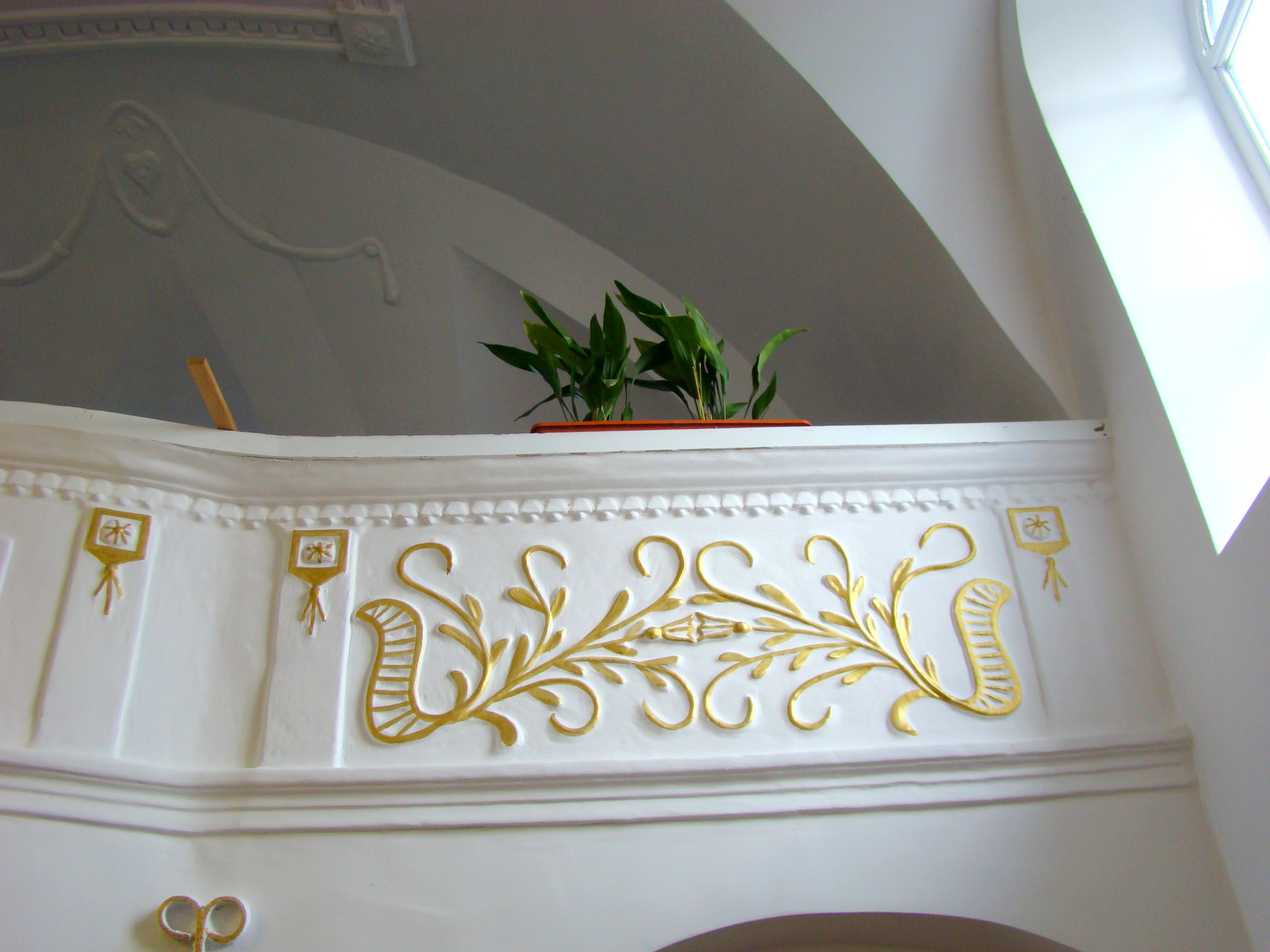
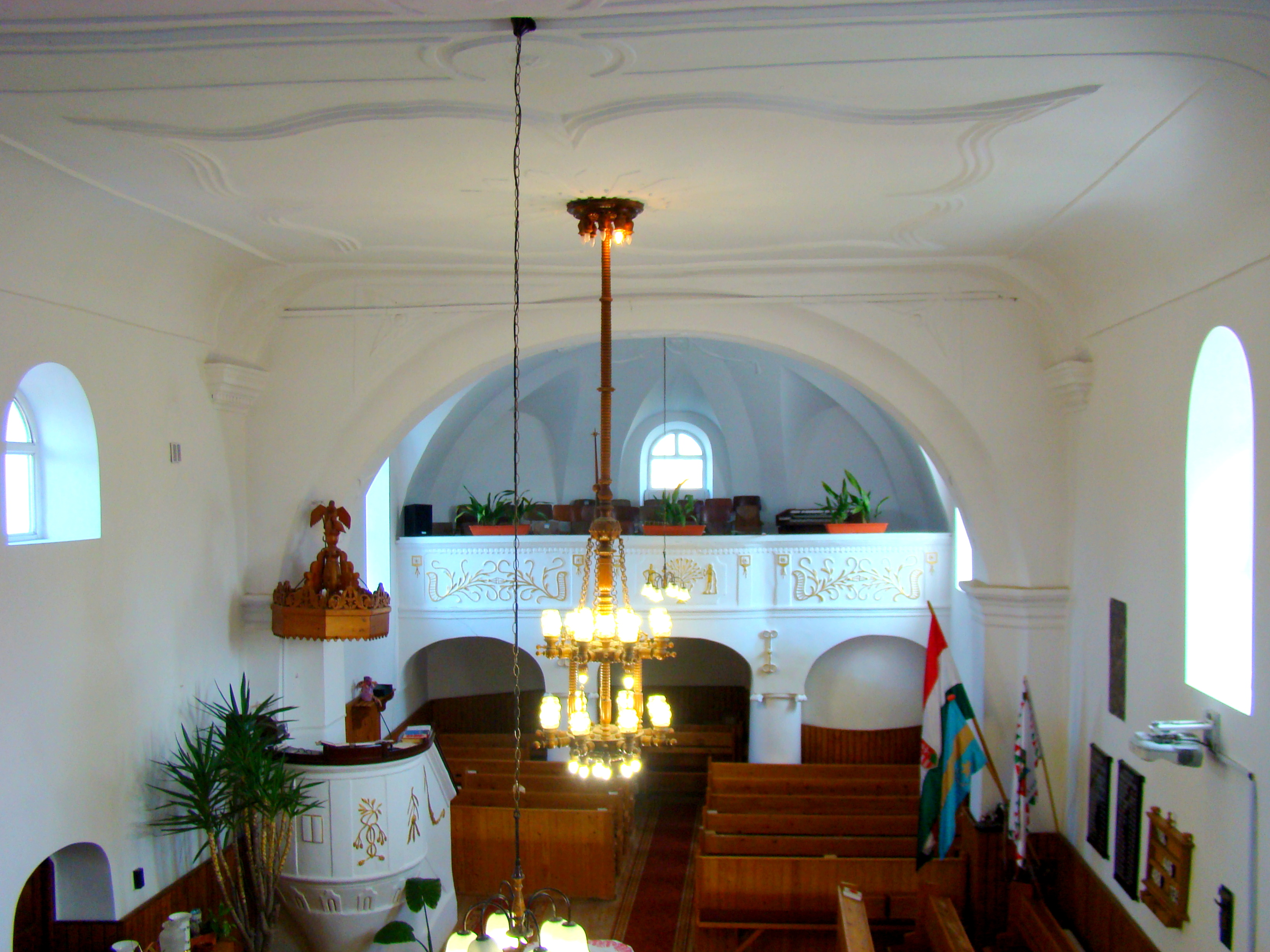
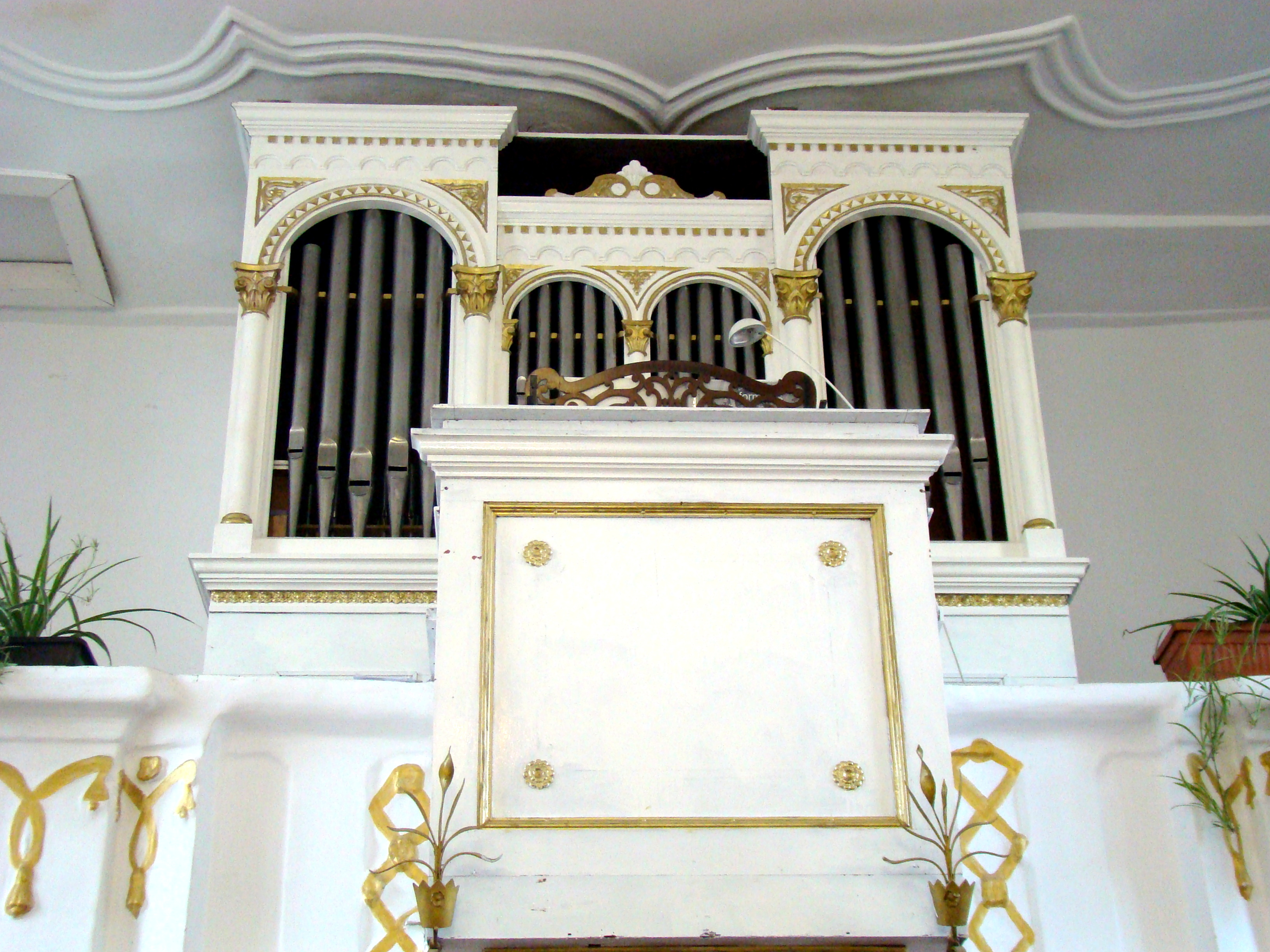
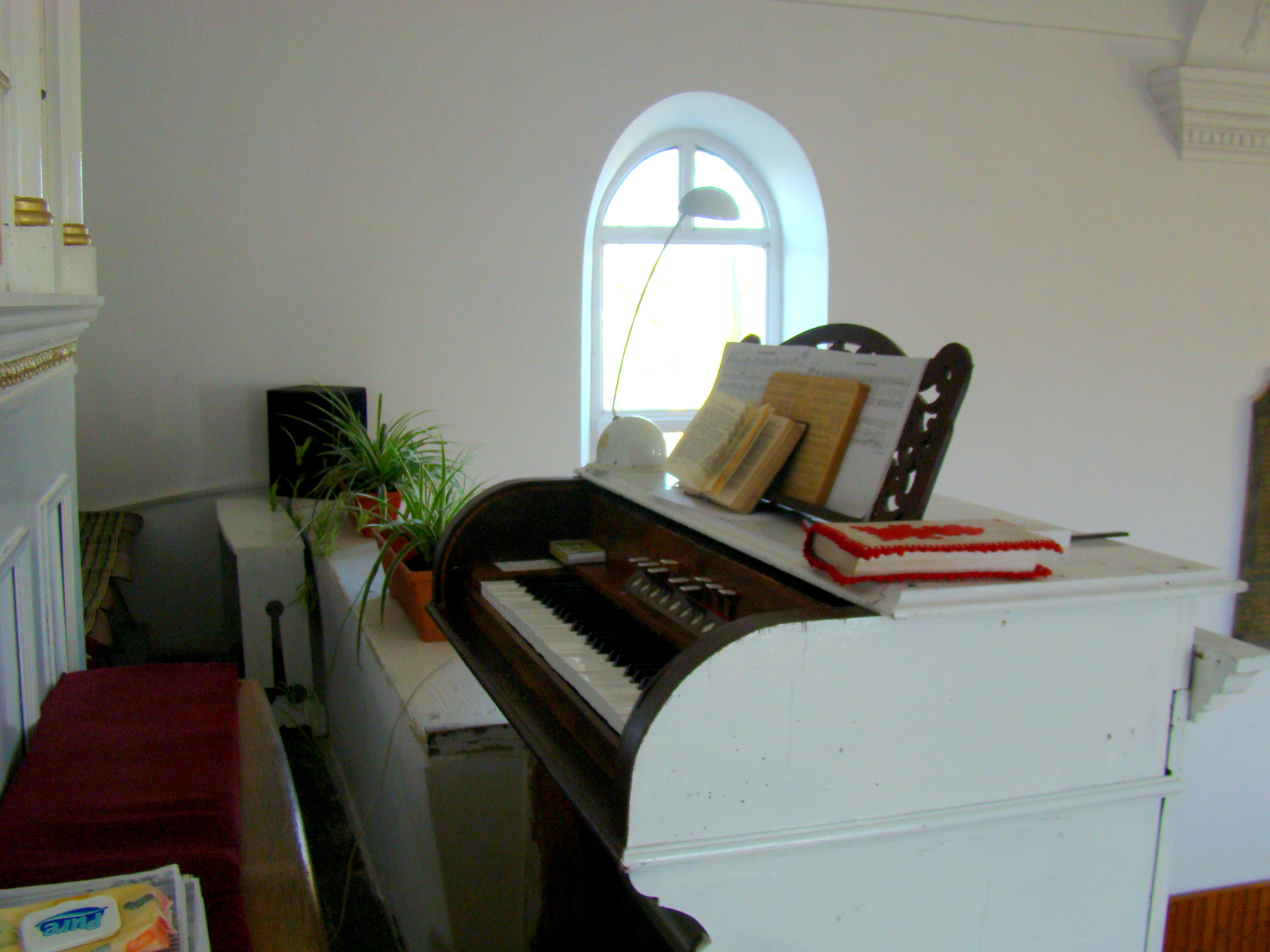
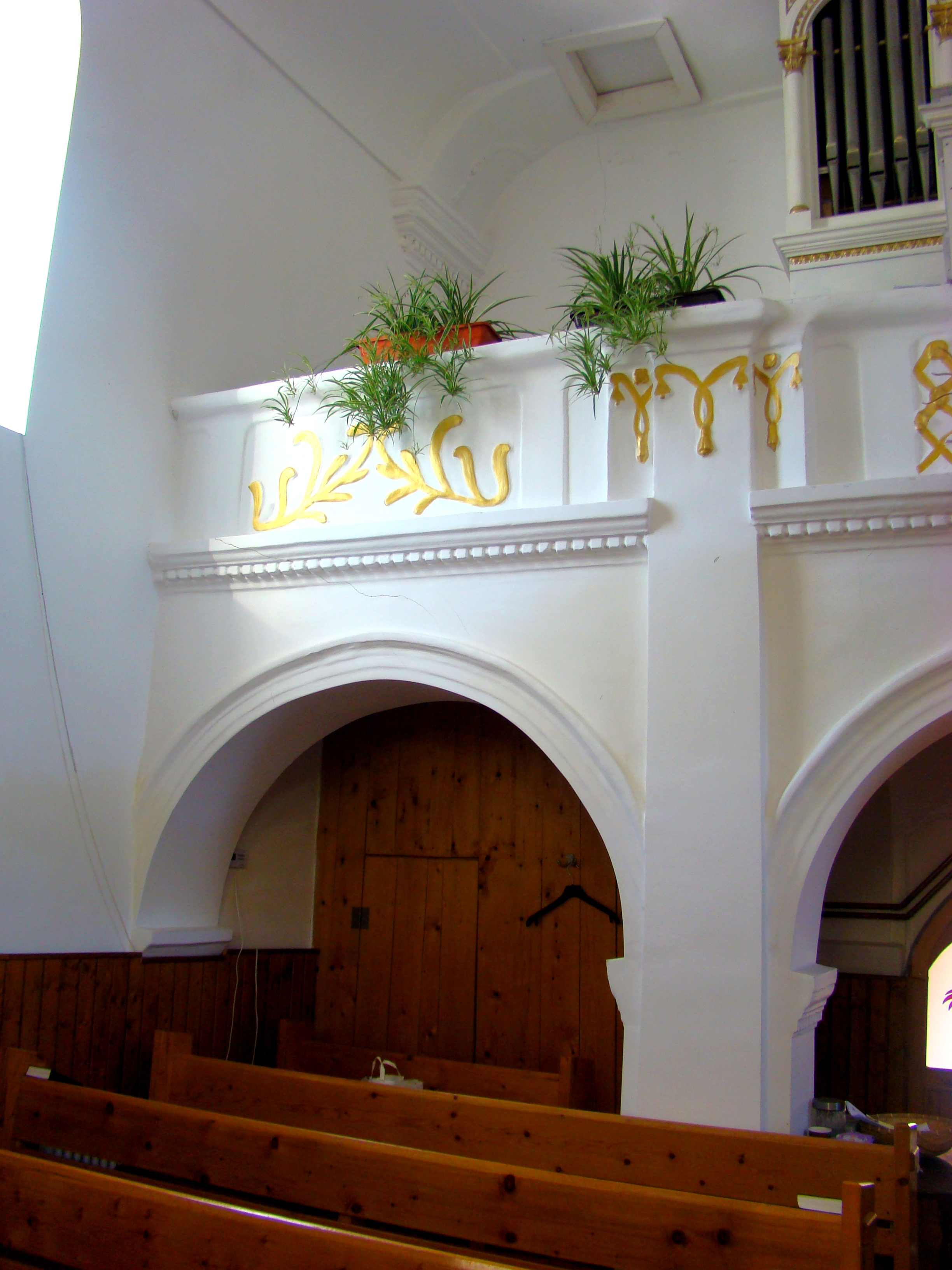
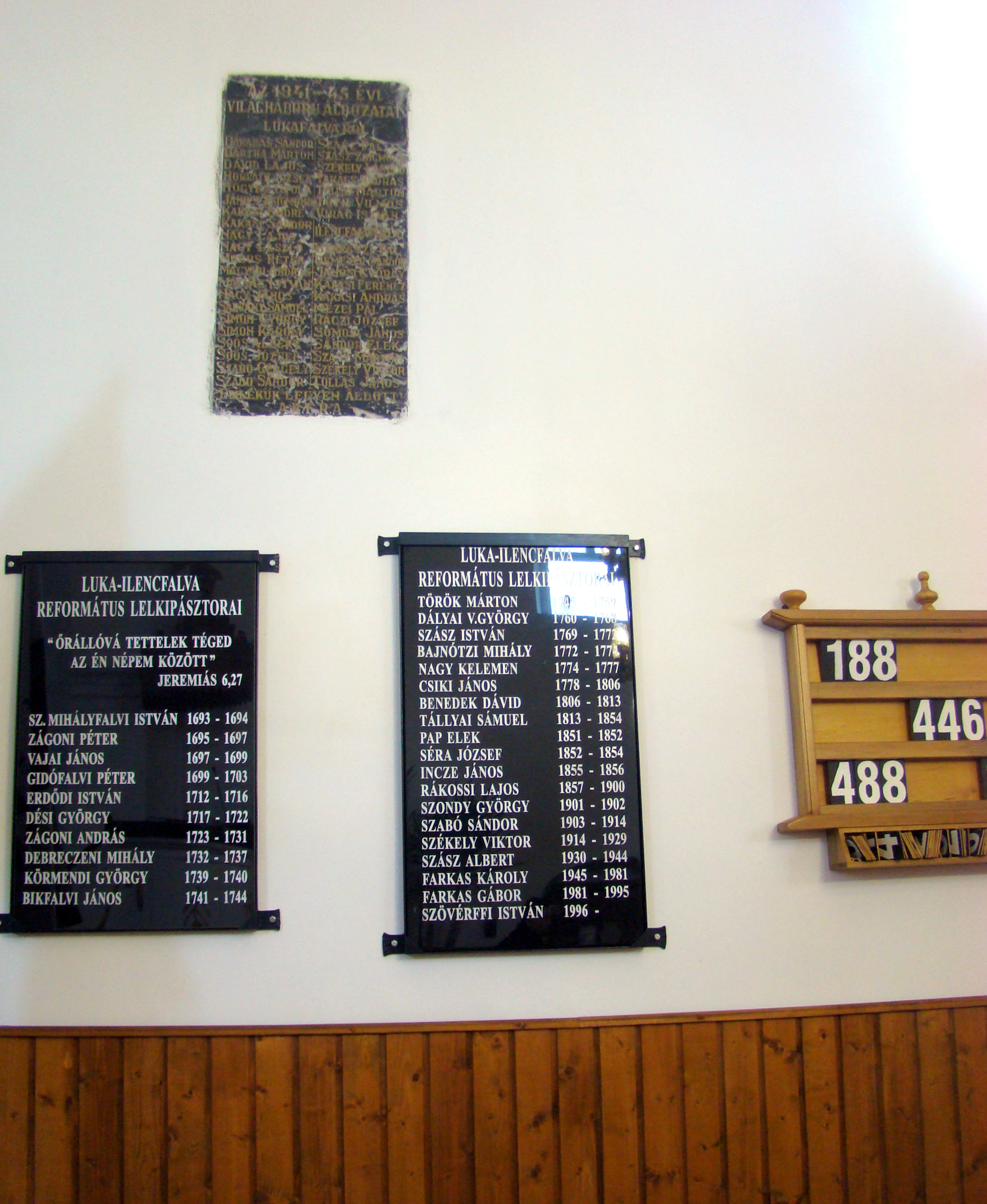
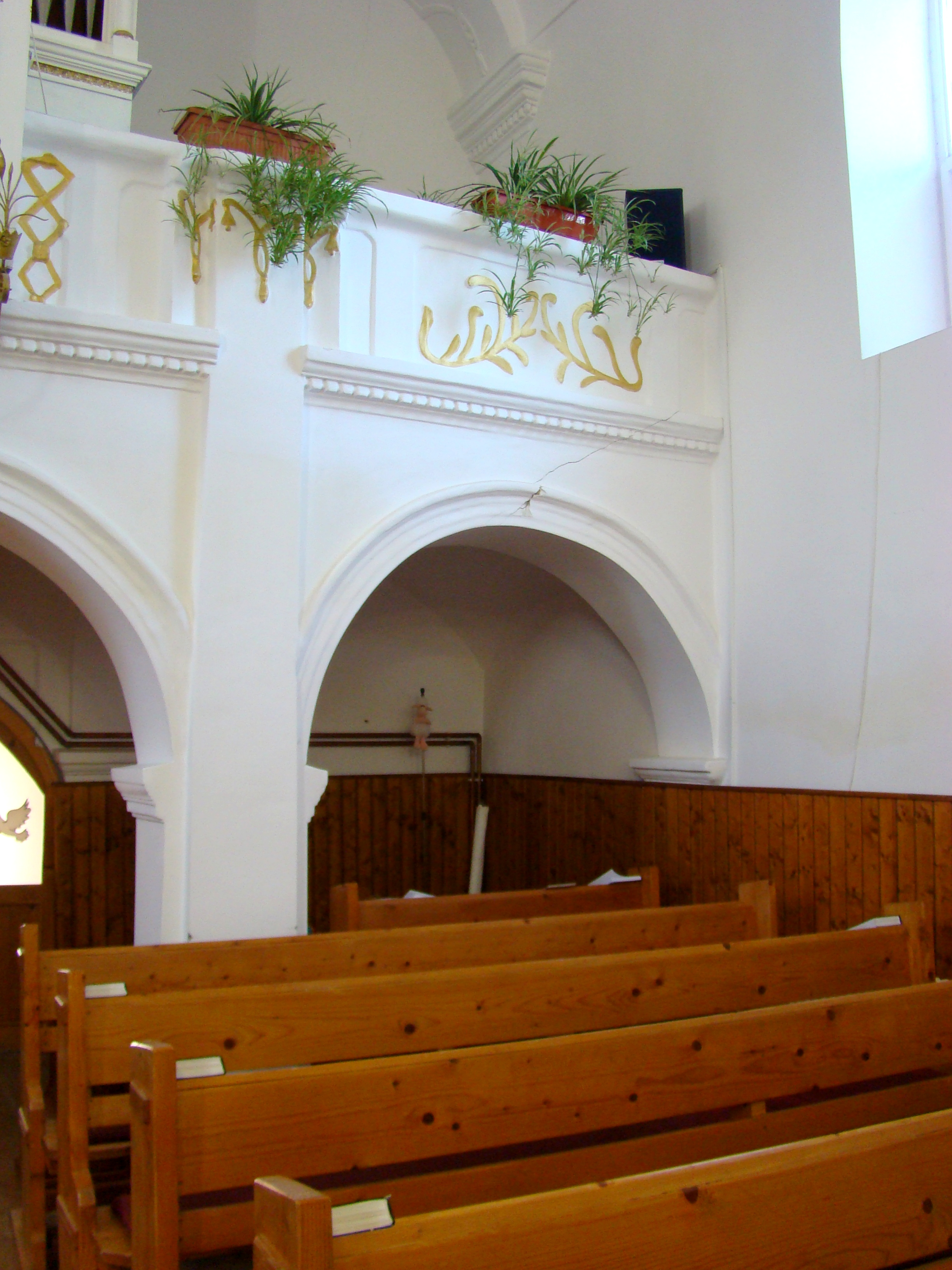
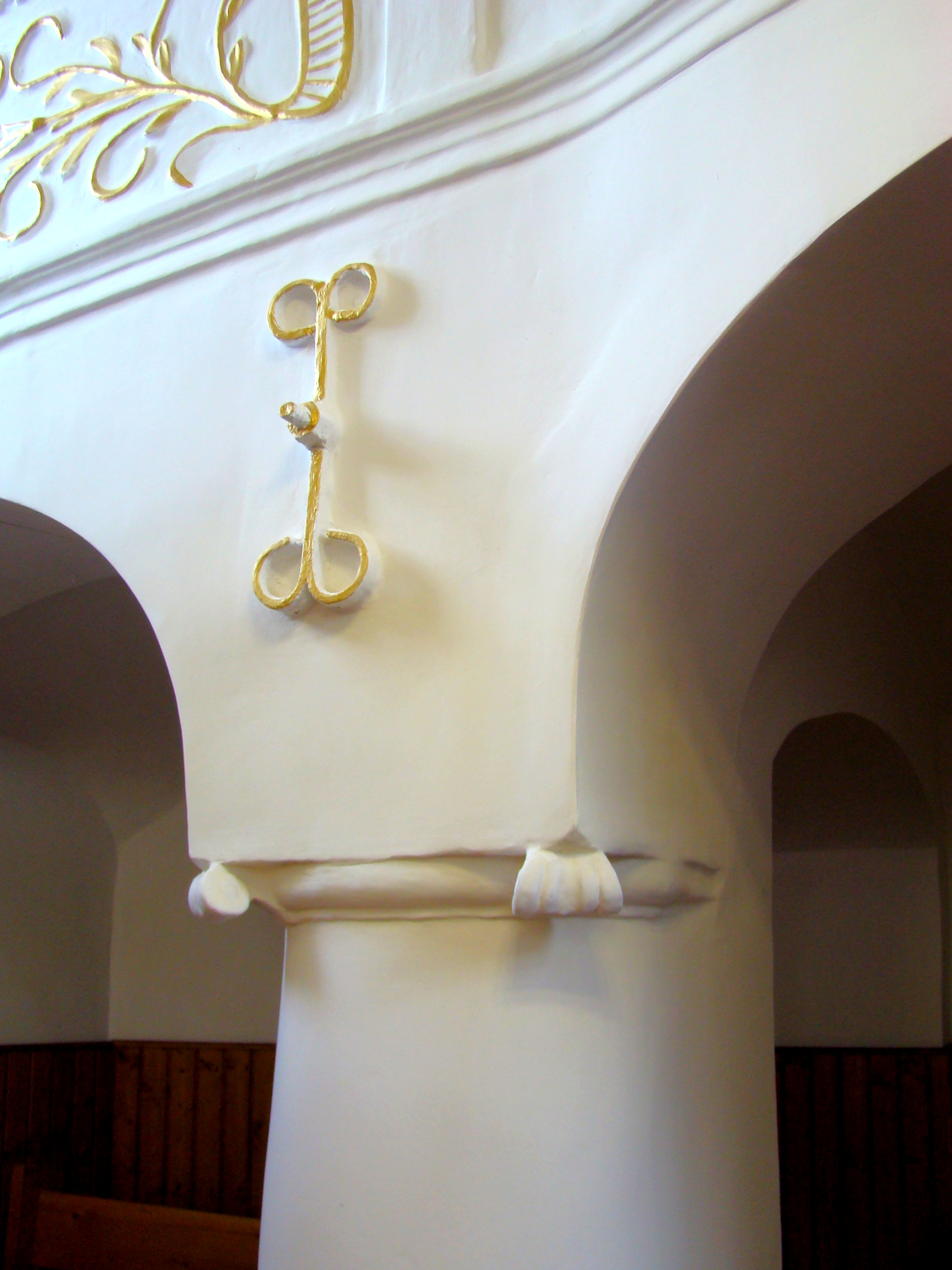
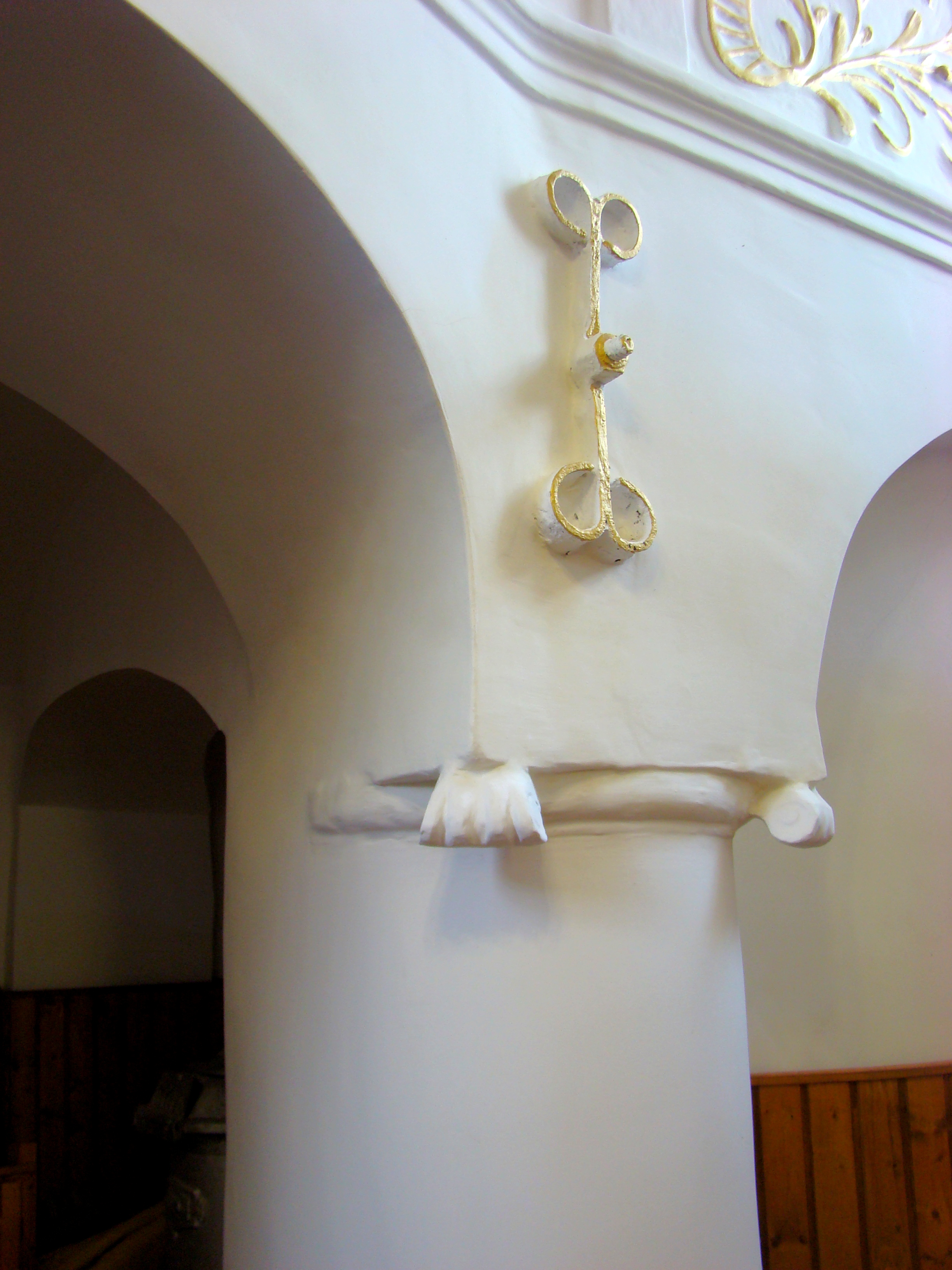
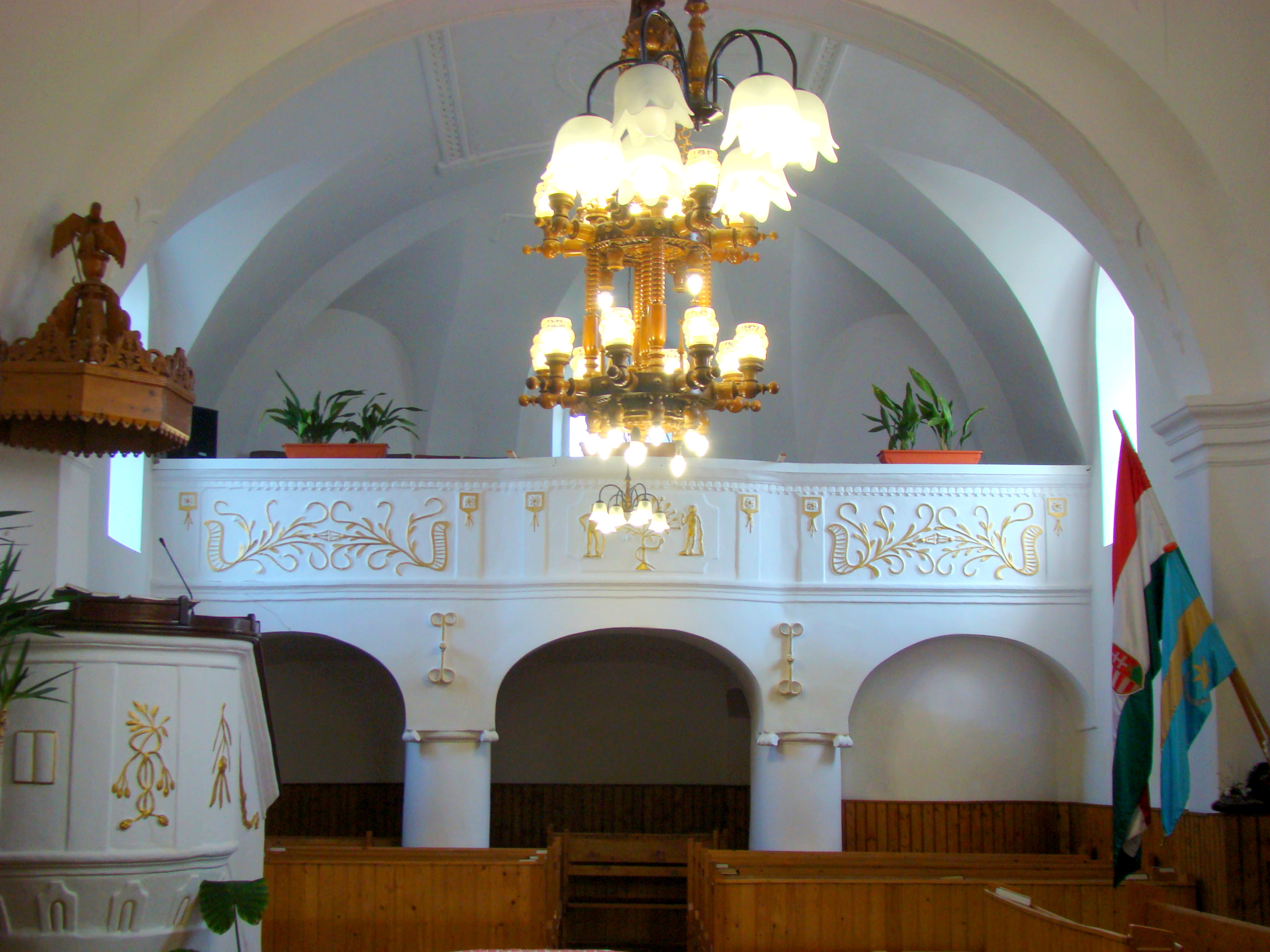
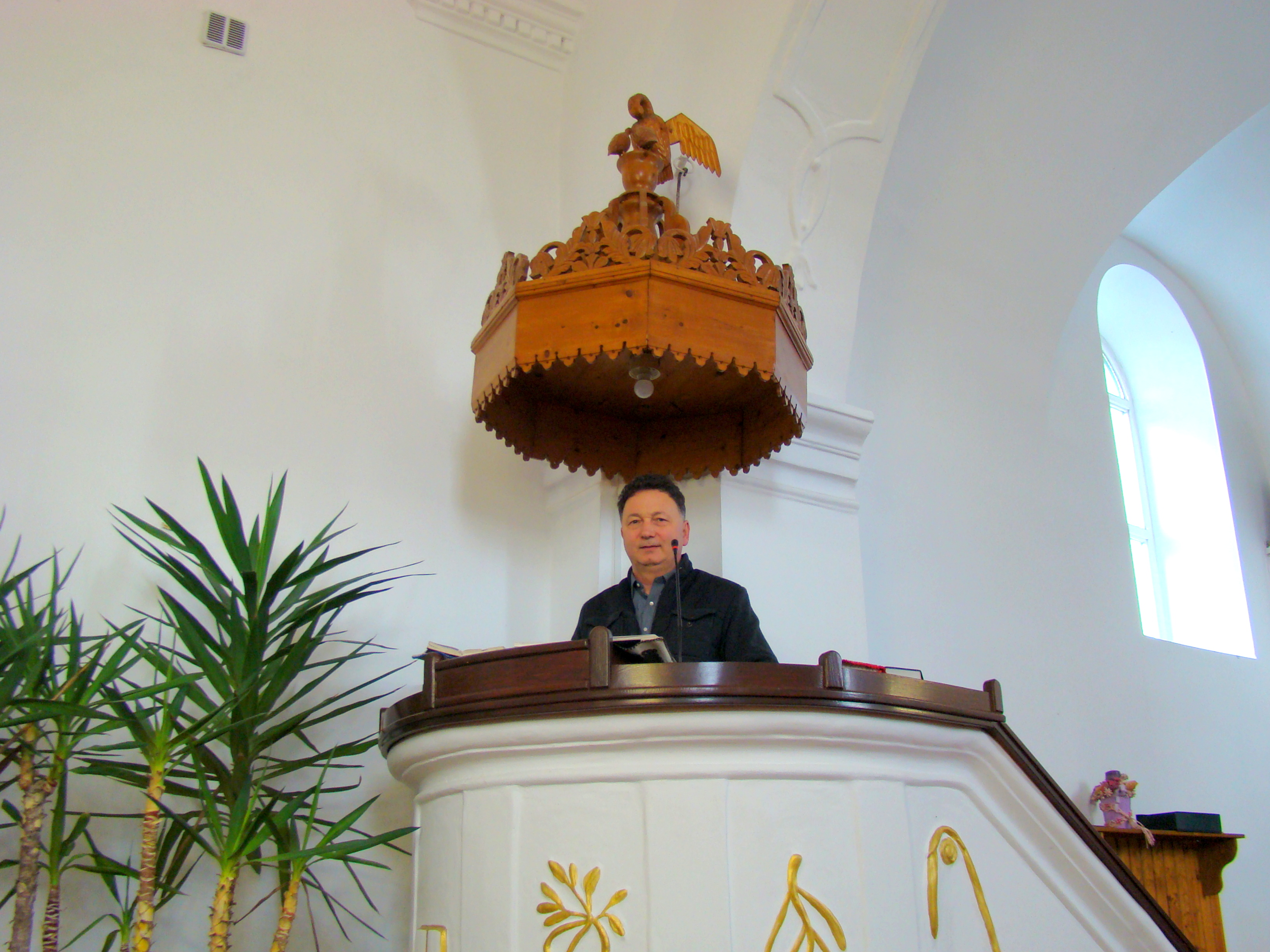
Pastorul reformat  din Gheorghe Doja: István Szövérffi
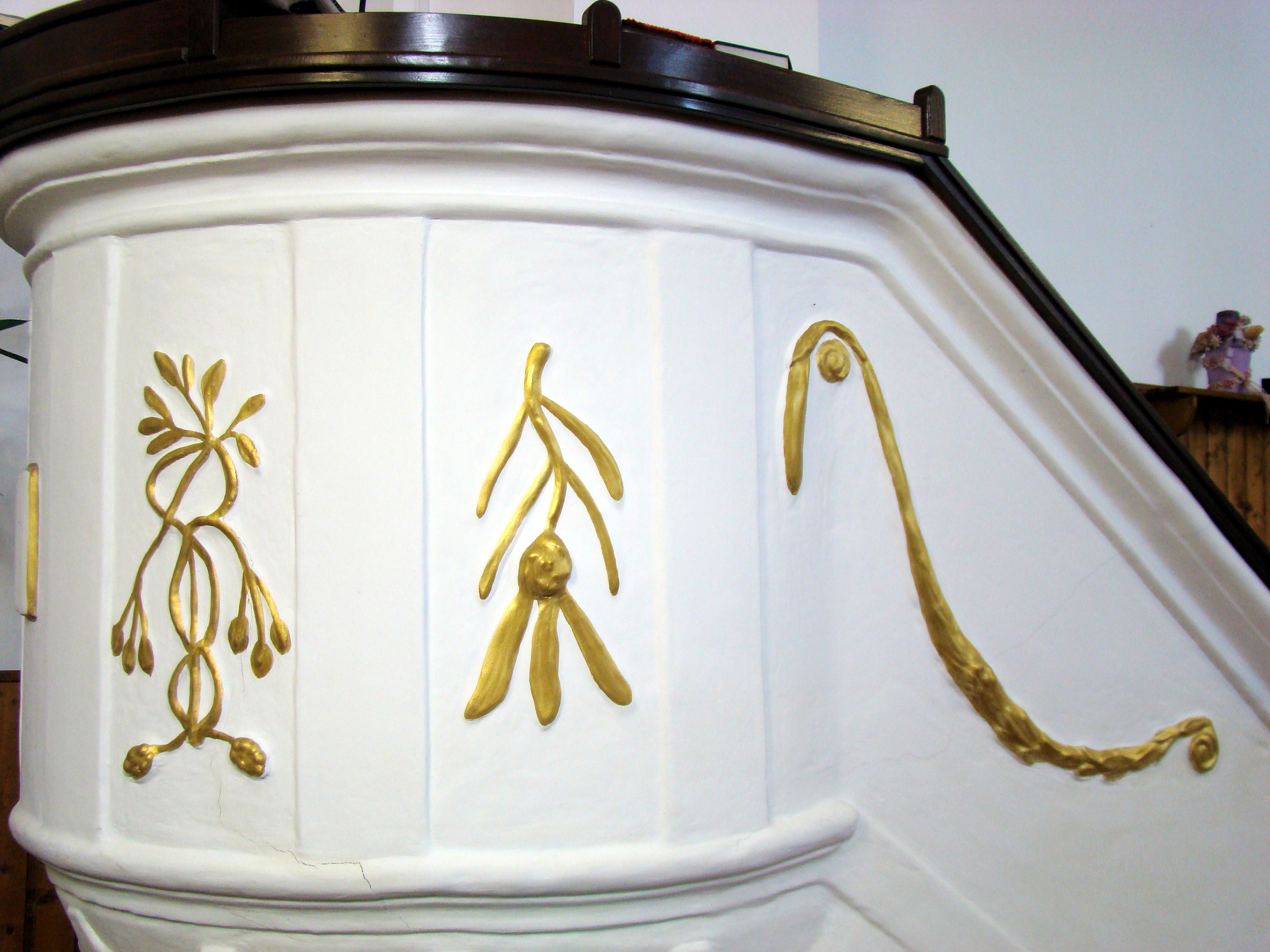
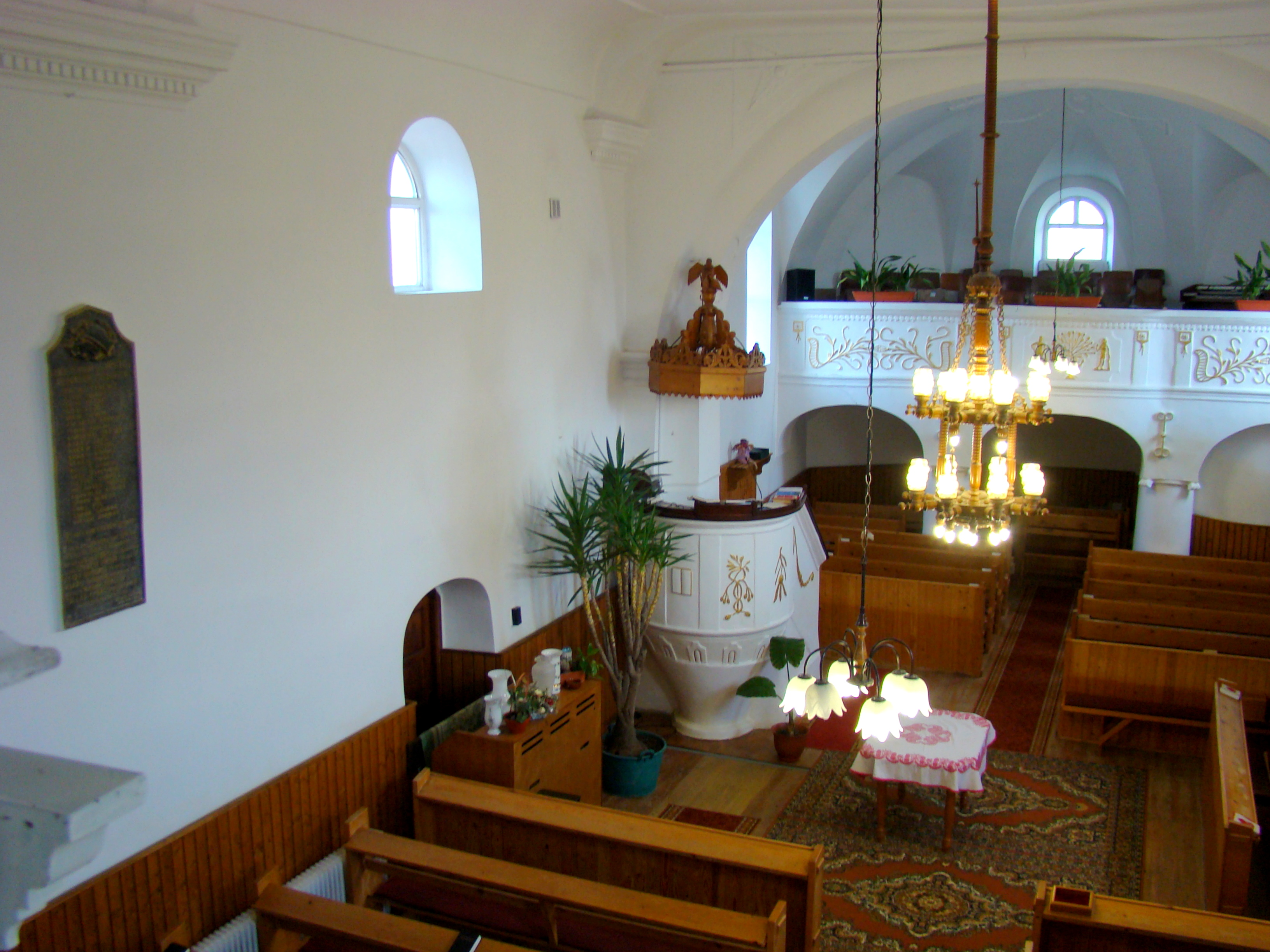
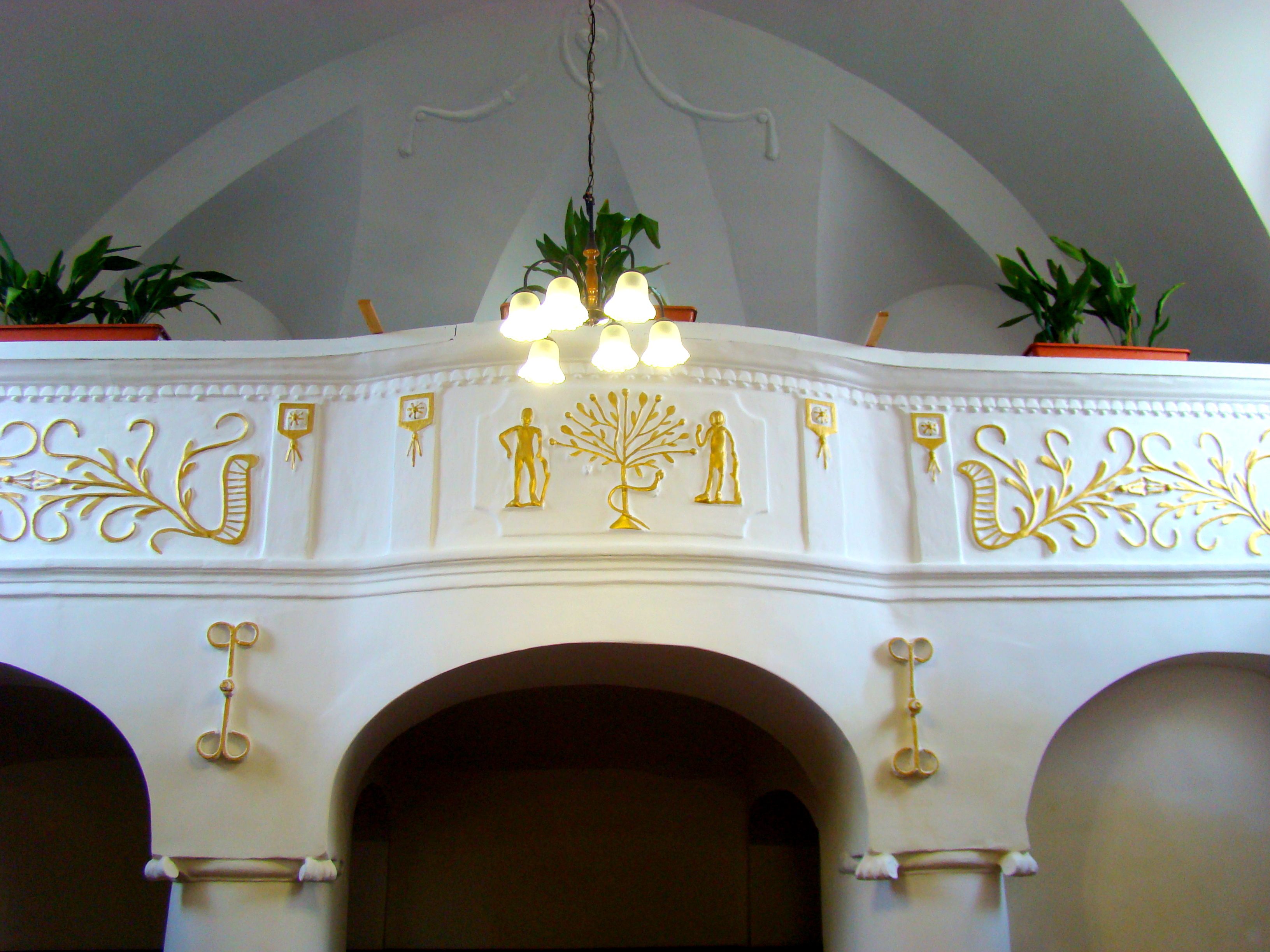
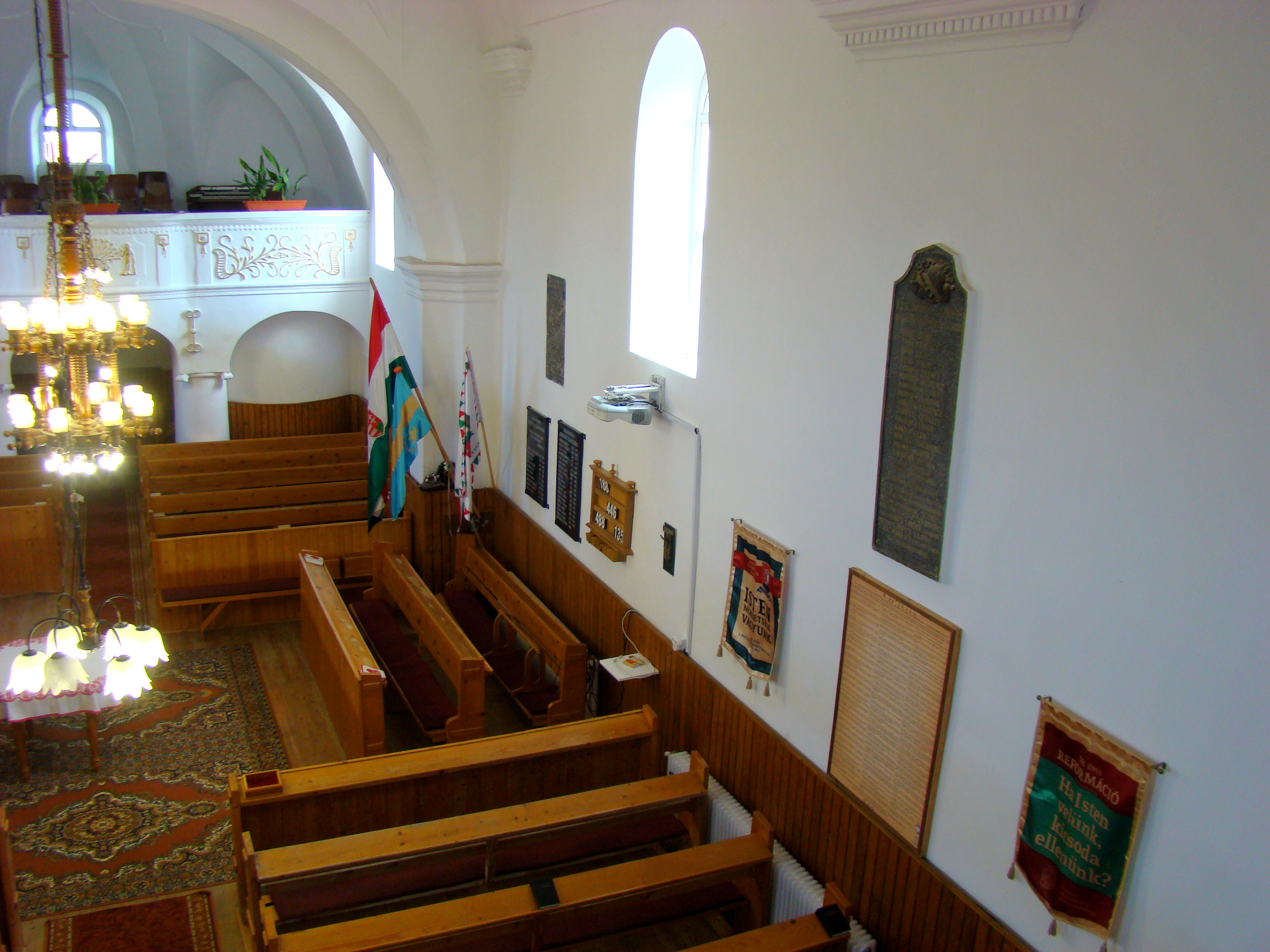
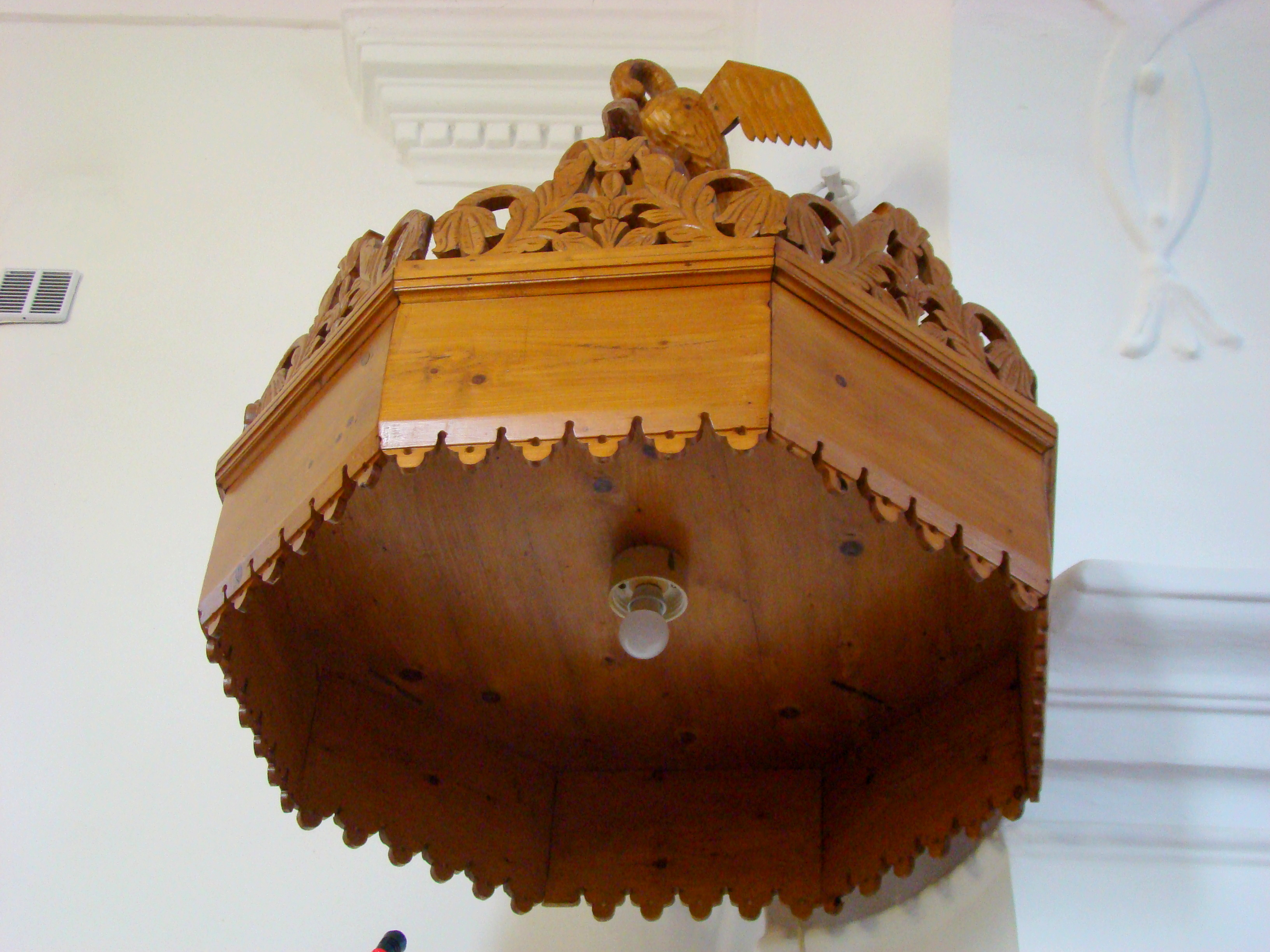